# Ісус Христос
Ви чули, що сказано: «Люби свого ближнього, і ненавидь свого ворога». А Я вам кажу: Любіть ворогів своїх, благословляйте тих, хто вас проклинає, творіть добро тим, хто ненавидить вас, і моліться за тих, хто вас переслідує, щоб вам бути синами Отця вашого, що на небі, що наказує сходити сонцю Своєму над злими й над добрими, і дощ посилає на праведних і на неправедних.

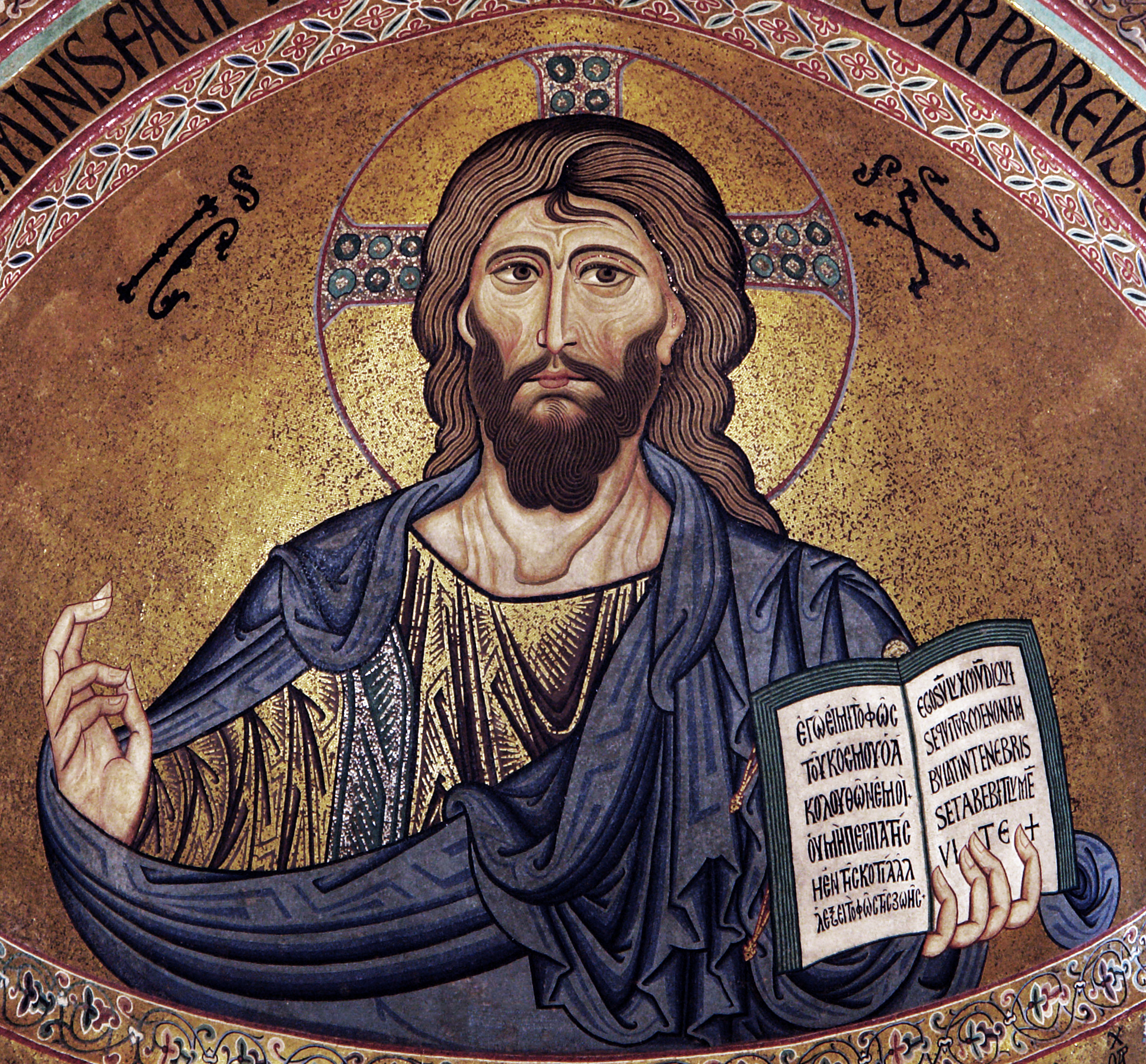
Ісус-Вседержитель (Собор Чефалу, Італія).

Ісу́с Христо́с (івр. ישו המשיח,грец. Ἰησοῦς Χριστός, лат. Iesvs Christvs; 28 липня 3 до н. е., Вифлеєм  — 3 квітня 33 н. е., Єрусалим), також відомий як Ісу́с із Назаре́та — засновник християнства і центральна його постать. За християнським віруванням, Син Божий, Бог і довгоочікуваний Месія та Спаситель, про якого пророкували у Старому Заповіті. Як історична постать — єврейський проповідник та релігійний лідер першого століття. У Євангелії від Іоанна (глава 10 , вірш 30) Ісус каже що Він і Бог Отець одне. Більшість Біблеїстів, у тому числі атеїстів, визнають історичне існування Ісуса (див. Історичний Ісус).
До основних джерел інформації про Ісуса належать книги Нового Заповіту, зокрема Євангелія. Більшість дослідників античності погоджуються з тим, що Ісус справді існував, проте тривають дискусії навколо хронології його життя, соціального становища, культурного середовища, історичної достовірності Євангелій та того, наскільки точно вони зображують історичну персону. Ісус із Назарета народився в родині галілейських євреїв, після хрещення Іваном Хрестителем почав власне служіння. Проповідуючи усно, він зібрав навколо себе групу послідовників, котрі називали його «рабином». Ісус дискутував з іншими євреями стосовно питань про те, як найкраще слідувати за Богом, займався зціленням та навчав притчами. За те, що Ісус вступив у конфлікт з єврейськими релігійними елітами, його арештували, передали римській владі та розп'яли на хресті за рішенням префекта Понтія Пілата. Він помер на хресті в п'ятницю увечері, але на третій день воскрес із мертвих, після чого християни почали збиратися кожної неділі в храмі, а громада, яку сформували його учні, зрештою стала ранньою церквою.
За християнським віровченням, Ісус був непорочно зачатий від Святого Духа і народився від Діви Марії, дружини теслі Йосипа. Щоб зберегти дитя від переслідувань, сім'я втекла до Єгипту. Повернувшись пізніше в Галілею, Ісус був хрещений Іваном Хрестителем і розпочав проповідувати своє вчення про любов до ближнього, віру в Бога та Царство небесне. Ісус зібрав 12 учнів-апостолів, зцілював хворих і творив дива. Зраджений своїм апостолом Юдою, помер через розп'яття задля спокути гріхів та спасіння людства, воскрес із мертвих і вознісся на небеса. Христос повернеться на Землю наприкінці світу, і буде судити живих та мертвих. Переважна більшість християн вшановують Ісуса як Боголюдину, втілення Сина Божого й другої особи Святої Трійці, меншість конфесій цілком або частково відкидають останній догмат як не біблійний. Народження Христа щорічно святкують 25 грудня (7 січня у деяких східних церквах), справжня дата народження невідома, розп'яття вшановують у Страсну п'ятницю, а воскресіння — на Великдень.
Ісуса шанують і в нехристиянських релігіях. В ісламі він постає одним з найбільших пророків під іменем Іса ібн Мар'ям, чудотворцем, що народився від Діви. Втім, мусульмани заперечують його божественність. Прихильники юдаїзму відкидають месіанство Ісуса, стверджуючи, що той не виконав месіанських пророцтв, заперечують його божественність та воскресіння. Образ Ісуса Христа втілений у незліченних творах літератури, образотворчого мистецтва, музики, театру і кіно.

## Імена

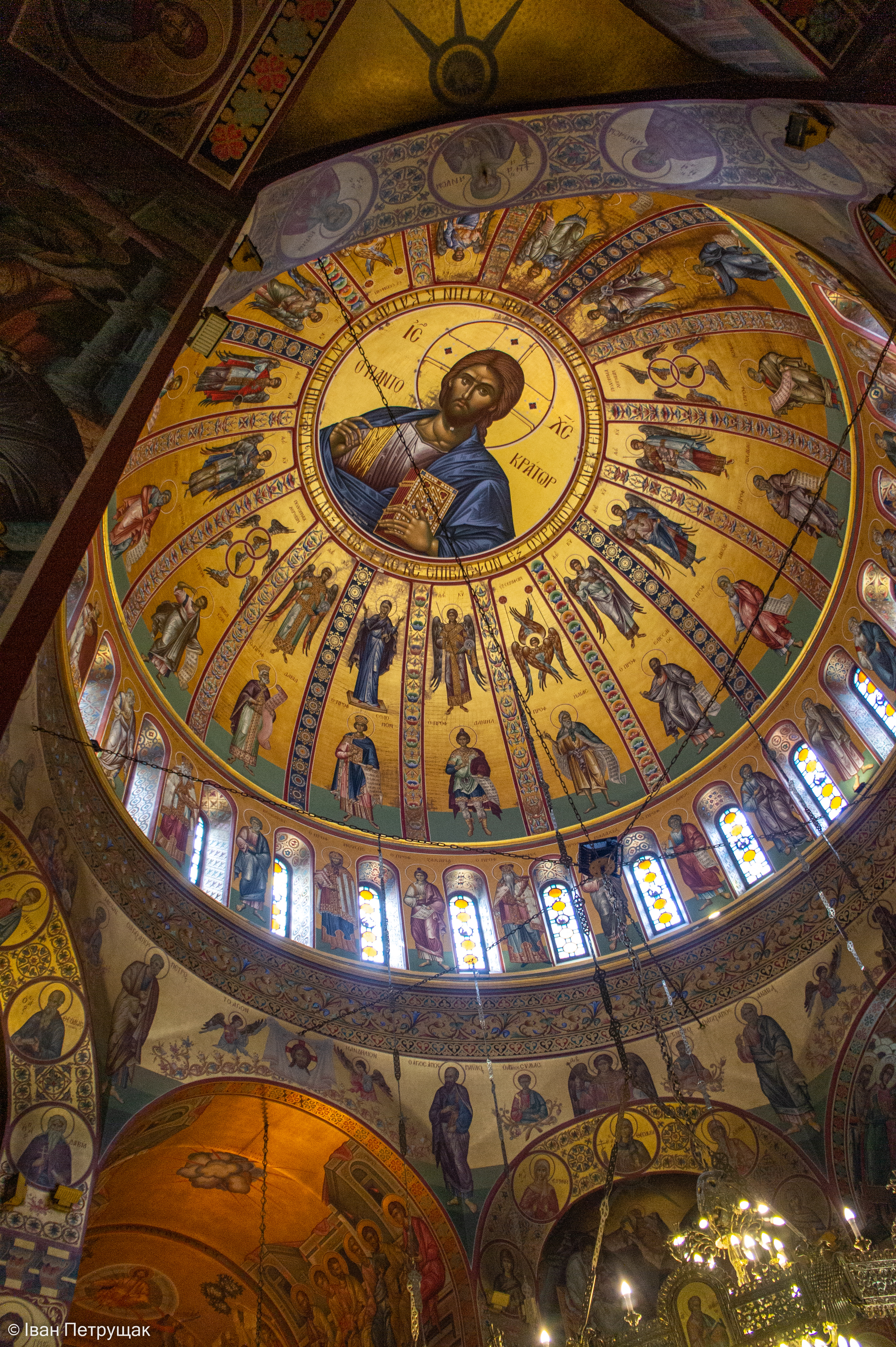
Ісус Христос на куполі храму в честь святого Григорія Палами

Ім'я Ісус походить з грецької мови Ιησούς, що в свою чергу є транслітерацією з єврейської ישוע (Ієшуа, Єшуа, Йошуа, або Єгошуа) і означає «Ягве є спасінням», «Сущий є спасінням», «Життя є спасінням». Друга частина імені Христос — слово яке вказує на характер місії Ісуса з точки зору християнства.
Грецьке слово Χριστός є переклад івритського משׁיח (Машіах) чи арамейського משיחא (Мешіха), тобто Месія і означає титул «помазаник». Епітет «помазаник» вживався в стародавньому Ізраїлі стосовно пророків, священників і царів. Посвячення пророків і священників на служіння та вхід царів на трон відбувалося в Ізраїлі через урочисте помазання єлеєм. Спочатку «помазаними» називали пророків і священників, а після встановлення монархії в Ізраїлі слово «помазаник» почали вживати і стосовно царів. Юдейські пророки сповіщали пришестя царя з роду Давида, «помазаника», який буде одночасно священником і царем та виконає все те, що Ізраїль очікує від істинного Царя світу. Таким чином переклад з грецької грец. Ἰησοῦς Χριστός — Ісус Помазаник, що означає Месія.
Отже, слово Христос — не ім'я, а статус, який отримували в зрілому віці вибрані Богом помазаники: пророки, священники та царі.
Після народження Вифлеємському Хлопчикові було дане лише ім'я Ісус, тому спочатку його називали Ісус — син Йосипа, Ісус із Назарета, Ісус Галілеянин. Статус Христос — Пророк (Син Бога) він виявив і розпочав це служіння після хрещення в р. Йордані у 30-річному віці (Лук. 3:21-23). Статус Христос — Первосвященник він виявив і розпочав це служіння після воскресіння, вознесіння і вступу в Небесну Святиню (Євр. 4:14). Статус Христос — Цар він виявить і виконуватиме це служіння після виходу з Небесної Святині. Ісус Христос царюватиме вічно (Дан. 2:44), (Лук. 1:33), (Об. 11:15).

## Постать Ісуса Христа в Біблії
У християнстві Ісус Христос перебуває в центрі віровчення. Для всіх християнських конфесій та християн по всьому світі беззаперечним авторитетом є Біблія. Тобто все, що написане в цій книзі, сприймається на віру й не потребує ніяких доказів. У Біблії життя та вчення Ісуса Христа викладене у чотирьох канонічних Євангеліях — від Матвія, від Марка, від Луки та від Івана, які входять у Новий Заповіт. Крім цього, основним постулатом віри є догмат про Святу Трійцю.
За християнським вченням, Ісус Христос є Месія, Спаситель та Відкупитель людства з ярма гріха. Бог-Син у Святій Трійці. Поєднання в особі Христа Божого й людського являє собою поєднання людської природи, Божої природи і Божої Особи. Розглядаючи Ісуса Христа як Сина Божого, Християнська церква, у той же час, вважає Ісуса рівним з Богом-Отцем.
Деякі релігійні течії (наприклад Свідки Єгови, Церква Ісуса Христа Святих останніх днів), які самі себе вважають християнськими, мають вчення про Ісуса Христа, яке суттєво відрізняється від прийнятого більшістю християнських конфесій. Наприклад: Свідки Єгови вважають Ісуса Христа Сином Божим, однак не вважають його рівним Богові та стверджують, що Ісус Христос — це Архангел Михаїл у періоди до і після його сходження на землю.

### Датування земного життя
Євангеліє від Матвія (2:1) вказує:
|  | Ісус народився у Вифлеємі юдейськім за днів царя Ірода |

Царювання Ірода припадає на 40 до н.е. — 4 до н. е. або 37 до н.е. —1 до н.е..
- Таким чином народження Христа згідно з Євангелієм від Матвія не могло бути пізніше 1 року до н. е.

У свою чергу Євангеліє від Луки (2:1-2) подає:
|  | За тих днів вийшов наказ від кесаря Августа вчинити перепис по всій землі. Це був перший перепис, коли у Сирії володарював Квіриній. |

Квіріній, який був у той час командуючим легіонами в Сирії, ставав також автоматично там і намісником імператора. Враховуючи час проведення походу Квірінія на гомонаденів — 10–6 роки до н. е., та вказівку в Євангелії від Матвія на час народження Ісуса Христа за життя Ірода І Великого (помер у 4 або 1 р. до н. е), видно також і часовий проміжок проведення першого перепису в Юдеї, тобто коли один з правителів Сирії був Квіріній.
Призначення Квірінія та другий перепис, про який також добре знає Євангеліст Лука, відбувся не раніше 6 року н. е., тобто вже після смерті царя Ірода.
- Таким чином народження Христа, згідно з Євангелієм від Луки припадає на період першого перепису Квірінія та до часу смерті Ірода Великого.

Певні проблеми перекладу Євангеліє від Матвія деякі теологи намагаються пояснювати неточністю перекладу з давньогрецької мови койне слова πρώτη, вони вважають, що замість перший, має бути раніше. Тобто текст мав би читатися так — «Це було раніше ніж перепис, коли у Сирії володарював Квіріній».. (Див. також: Історичне значення правління Квірінія Сирією)
Розп'яття Христове відбулося у Страсну п'ятницю перед єврейською Пасхою (Песахом) за часів римського намісника Понтія Пілата. Євангеліє від Івана (19:14) подає такий текст:
|  | Тоді була п'ятниця перед Пасхою, близько шостої години. І сказав Пилат юдеям: Ось, Цар ваш! |

Понтій Пілат був намісником Юдеї від 26 року до 36 або 37 року.
- Таким чином Розп'яття Христове відбулось у межах 26-37 років н. е.

#### Традиційна хронологія
Вважається, що сучасний відлік років — Наша ера (Anno Domini) починається від Різдва Христового, тобто що Христос народився в кінці 1 року до н.е. Запропонував цю систему хронології, член групи скіфські ченці Діонісій Малий. Християнська церква відмічає Різдво Христове 25 грудня.
Є поширена думка, що Христос був розіп'ятий у віці 33 років, тобто в 33 році н. е. Цю версію підтримують геологи на основі отримання результатів сейсмічної активності Мертвого моря — згідно з їх дослідженнями смерть Христа настала 3 квітня 33 року н. е..

### Пророцтва
Про його народження, прихід та розп'яття пророкували та заповідали Мойсей та старозавітні пророки. У Старому Заповіті є близько 300 пророцтв про перше пришестя Христа і приблизно 500 про другий прихід — усі написані за сотні років до Різдва Христового.

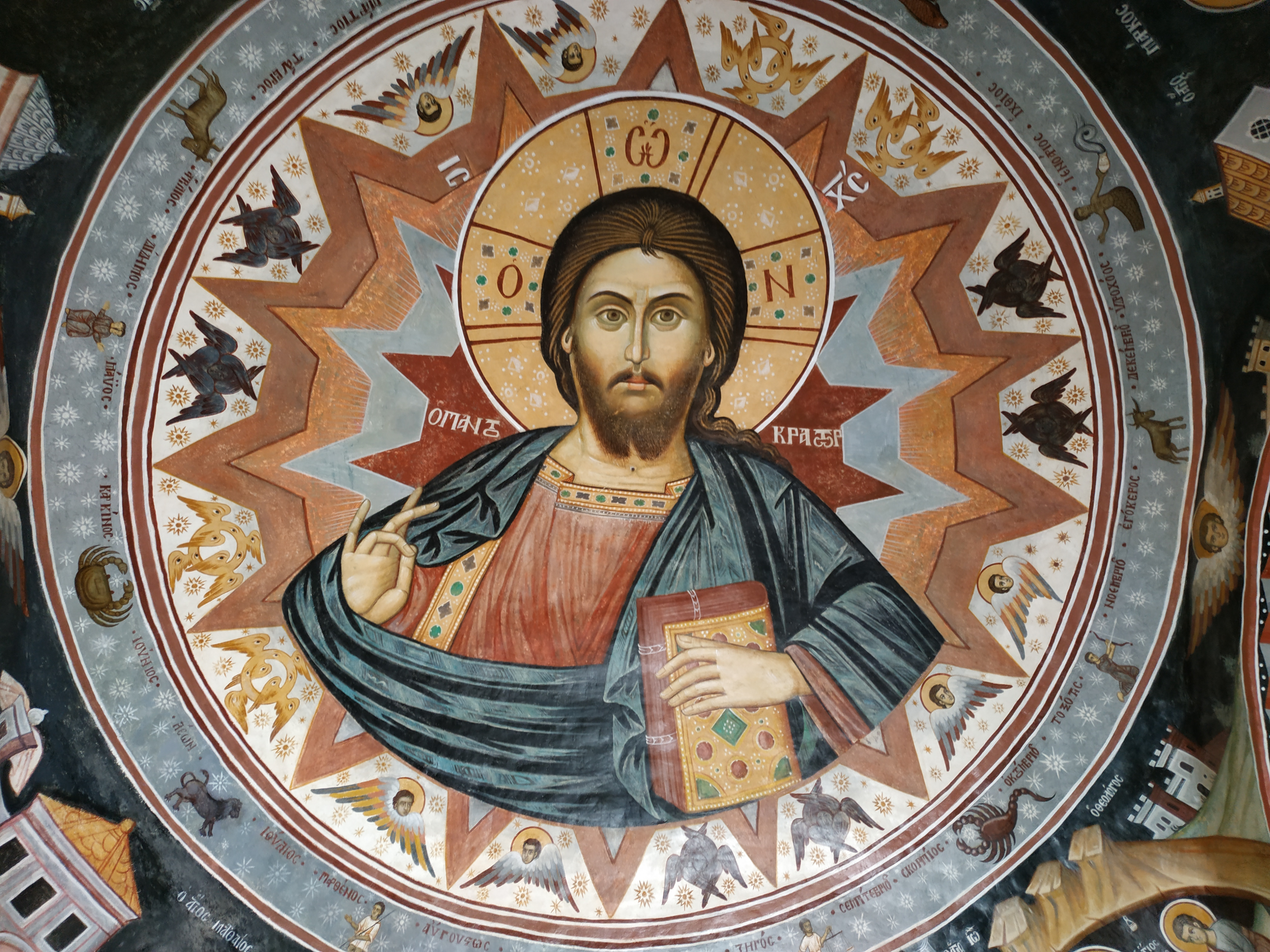
Ікона Ісуса Христа в монастирі Дохіар

П'ята книга Мойсея (Повторення Закону), авторство якої традиційно приписується Мойсею, що жив і творив між 1500 і 1300 рр. до народження Христа, містить далекосяжне пророцтво про Христа Месію: 

| Поставлю Пророка для них з-поміж їхніх братів, Такого, як ти, і дам Я слова Свої в уста Його, і Він їм говоритиме все, що Я накажу. І станеться, кожен, хто не слухатиме слів Моїх, що Той Пророк говоритиме Моїм Ім'ям, Я покараю того. 5 М. 18:18-19 |
| |

Пізніше, у VIII ст. до народження Христа, за царювання Єзекії пророк Ісая знову провіщав про Нього: 

| Направду ж Він немочі наші узяв і наші болі поніс, а ми уважали Його за пораненого, ніби Бог Його вдарив поразами й мучив… А Він був ранений за наші гріхи, за наші провини Він мучений був, кара на Ньому була за наш мир, Його ж ранами нас уздоровлено! Усі ми блудили, немов ті овечки, розпорошились кожен на власну дорогу, і на Нього Господь поклав гріх усіх нас! (Ісаї 53:4-6). |
| |

Потім пророк Захарій, що жив і пророкував в Єрусалимі у 520 — 518 до Різдва Христового, за царювання Дарія, теж передвіщав про розп'яття Христа:

| І будуть дивитись на Того, Кого прокололи, і будуть за Ним голосити, як голоситься за одинцем, і гірко заплачуть за Ним, як плачуть за первенцем. Зах. 12:10, Огієнко. |
| |

### Родовід Ісуса Христа
Родовід Ісуса Христа переданий Євангеліями від Матвія (Мт. 1:1-17) та Луки (Лк. 3:23-38). Обидва списки наголошують на приналежності Ісуса до родоводу царя Давида та патріарха Авраама. Євангеліст Матвій наводить родовід Ісуса починаючи від Авраама, а в Євангелії від Луки родовід виведено від Адама, сина Божого. Ці два родоводи нічим не відрізняються у період між Авраамом та Давидом, однак пізніше у списку є суттєві відмінності. Існують різноманітні думки на причини цієї розбіжності. Євсевій Кесарійський у своїй Церковній Історії так пояснює розбіжність у цих двох наведених родоводах: «…з осіб, що згадуються в цьому родоводі, деякі були законними спадкоємцями своїх батьків за природою, інші ж народжені були одними батьками, а по імені належали іншим. Згадували ж тих і інших: і дійсних батьків і тих хто були як би батьками. Таким чином, ні те, ні інше Євангеліє не помиляється, обчислюючи імена за природою і за законом.»
У період між XII та XIV століттями зображення родоводу Ісуса Христа у вигляді Дерева Єссея — родоводу зображеного у вигляді дерева починаючи від Єссея (за (Іс. 11:1)), було популярним мотивом християнського мистецтва.

### Події життя

#### Різдво у Вифлеємі
Ісус народився від Діви Марії, яка «не знала чоловіка», від Духа Святого. З Марією одружився Йосип із царського роду Давида. Виявивши, що вона вагітна, хотів таємно відпустити (за законом Мойсея блуд карався побиттям камінням), але вночі йому явився ангел і сказав «… не бійся прийняти Марію, дружину свою, бо зачате в ній то від Духа Святого» (Мт. 1:20). Йосип послухався. Месія Ісус народився в яслах у Вифлеємі, в Юдеї, як передвіщав пророк Михей (Мих. 5:2), за часів правління юдейського царя Ірода, римського імператора Августа, що правив у 27 до н. е. — 14 рр. н. е., та коли владу над Сирією мав Квіріній (Лк. 2:2). Малюка назвали Ісусом, як заповідав ангел. Довідавшись про народження Христа, цар Юдеї Ірод велів убити всіх дітей віком до 2 років, але Христос був чудом врятований від смерті. Однак родина Йосипа була змушена втікати до Єгипту і перебувала там до смерті Ірода. Після повернення святого сімейства до Юдеї, Ісус до 30 років жив разом з ними в Назареті в Галілеї, тому його часто називають Ісус Назарянин.

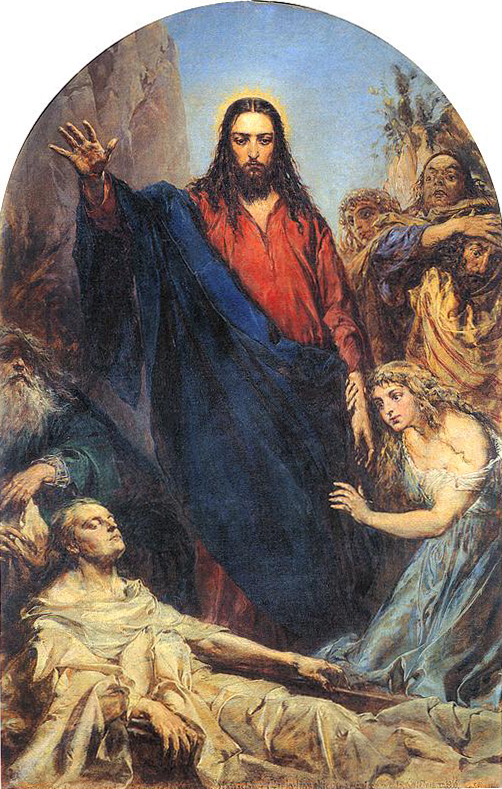
«Воскресіння Лазаря», Ян Матейко

#### Стрітення
Згідно з Євангелієм від Луки, на восьмий день від народження Немовля обрізали й дали йому ім'я Ісус. На 40-вий день після народження Ісуса Христа Діва Марія принесла його до Єрусалимського Храму. Пречиста Діва Марія, як Божа Мати, не була зобов'язана до обряду очищення, бо освятилася Христовим Різдвом. Та вона все-таки в покорі виконує припис Закону і також приносить у жертву дві горлиці (Лк. 2:23-24). Коли Діва Марія разом з Йосипом принесла Ісуса до Єрусалимського Храму, їх зустрів там сивий старий Симеон, який чекав зустрічі з Господом уже багато років. Згідно з Євангелієм від Луки, Симеон був праведником і від Духа Святого був звіщений, що він зможе вмерти лише тоді, як побачить Ісуса Христа. Те й здійснилося — Симеон міг одержати тепер вічний спокій. Старець Симеон сповістив «Нині відпускаєш раба Свого, Владико, за словом Твоїм із миром, бо побачили очі мої Спасіння Твоє, яке Ти приготував перед всіма народами, Світло на просвіту поганам і на славу народу Твого Ізраїля!». Другою особою, що зустріла Ісуса в храмі була пророчиця Анна, про що також свідчить Євангеліє від Луки «І години тієї вона надійшла, Бога славила та говорила про Нього всім, хто визволення Єрусалиму чекав.»(Лк. 2:35-38). Звершивши все згідно з законом Господнім, Марія і Йосиф повернулися до Назарета в Галілею (Лк. 2:39).

#### Дитинство

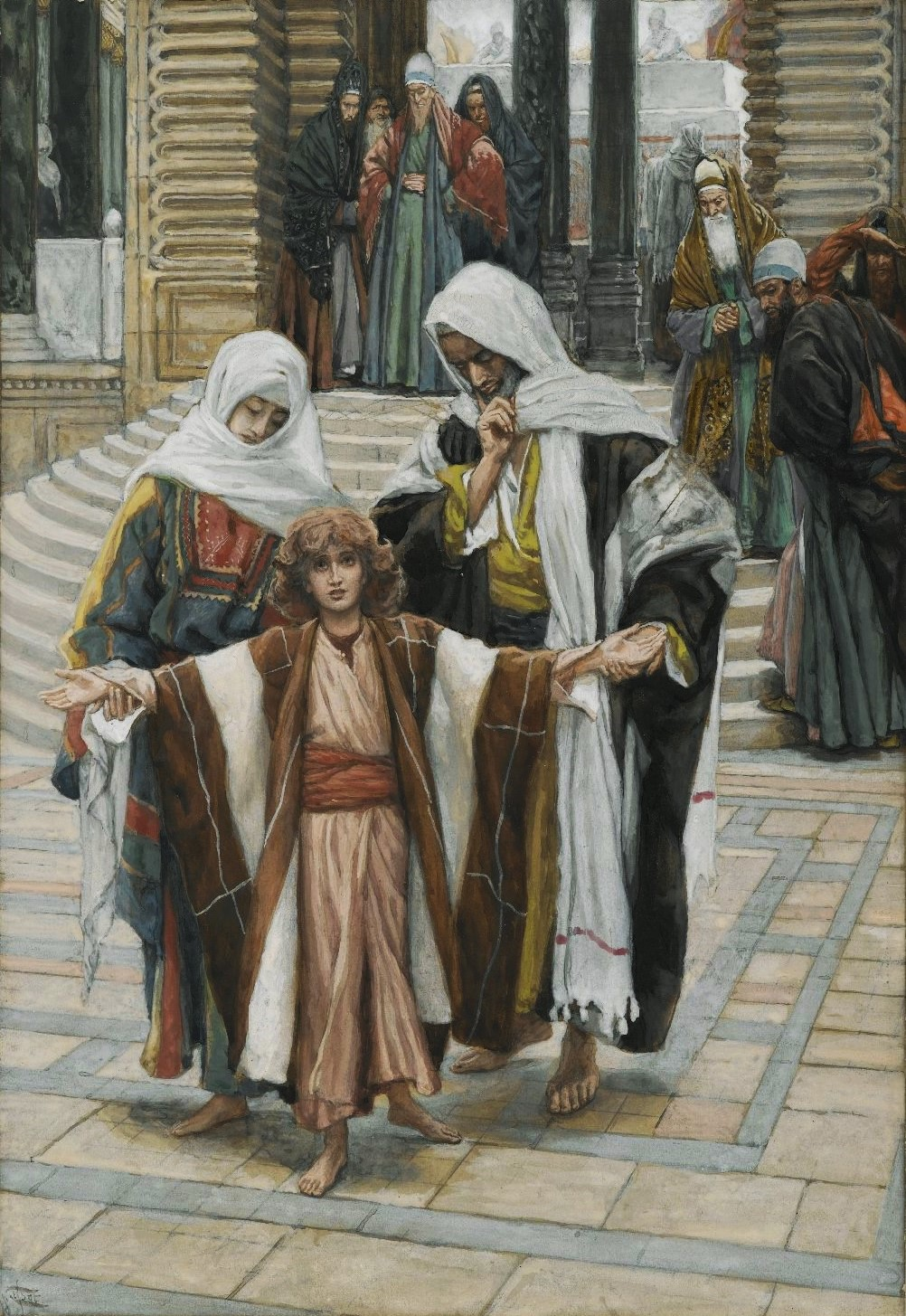
12-річний Ісус знайдений у Храмі (Джеймс Тіссо)

Згідно з Євангелієм від Луки та Матвія, Ісус провів своє дитинство в місті Назарет у Галілеї. Чоловік Марії — Йосип, з'являється в описах дитинства Ісуса, але немає ніяких згадок про нього надалі. Книги Нового Завіту від Матвія, Марка та Послання до галатів згадують братів і сестер Ісуса, але грецьке слово «adelphos» з первинного тексту може також перекладатися як «родич», тобто не лише як «брат».
Євангеліє від Марка у розділі 6:3, написана на грецькому койне, називає Ісуса сина τέκτων (тектон), що як правило, розуміється як «тесляр». Про це говорить і Євангеліє від Матвія у 13:55, що він був сином теслі (τέκτων). Хоча традиційно «τέκτων» перекладається як «тесляр», проте воно має досить загальне значення (від того ж слова походить — «технологія»), і яке може охоплювати створення об'єктів з різних матеріалів, і в тому числі будівельних. Крім перекладу Нового Завіту, асоціація Ісуса з деревообробкою пов'язана і з традиціями першого і другого століть. Юстин Мученик († бл. 165) писав, що Ісус робив ярма і плуги.

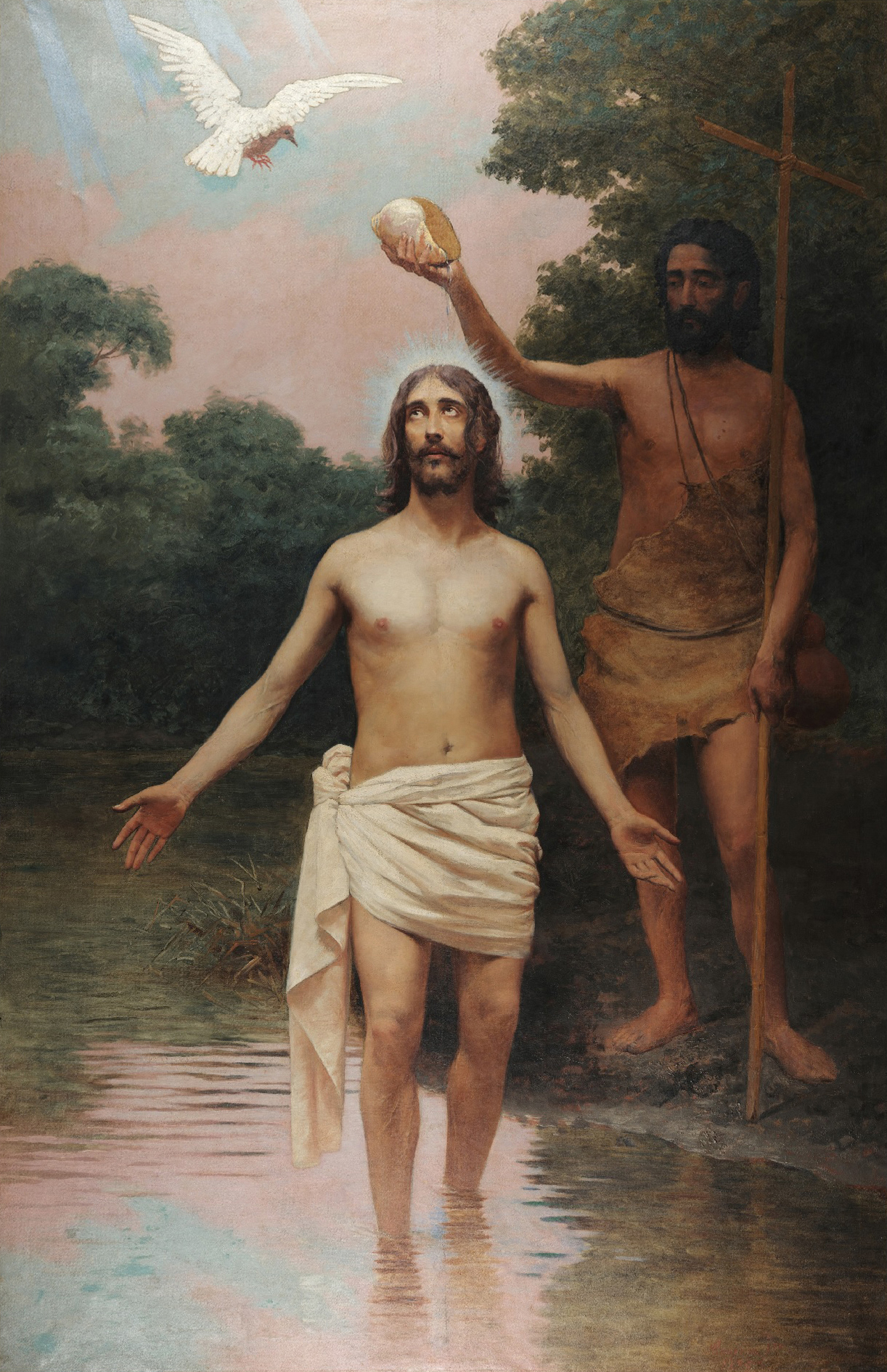
Хрещення Христа від Івана Хрестителя, художник Хосе Феррас де Альмейда-молодший, 1895 рік

#### Хрещення та спокуси

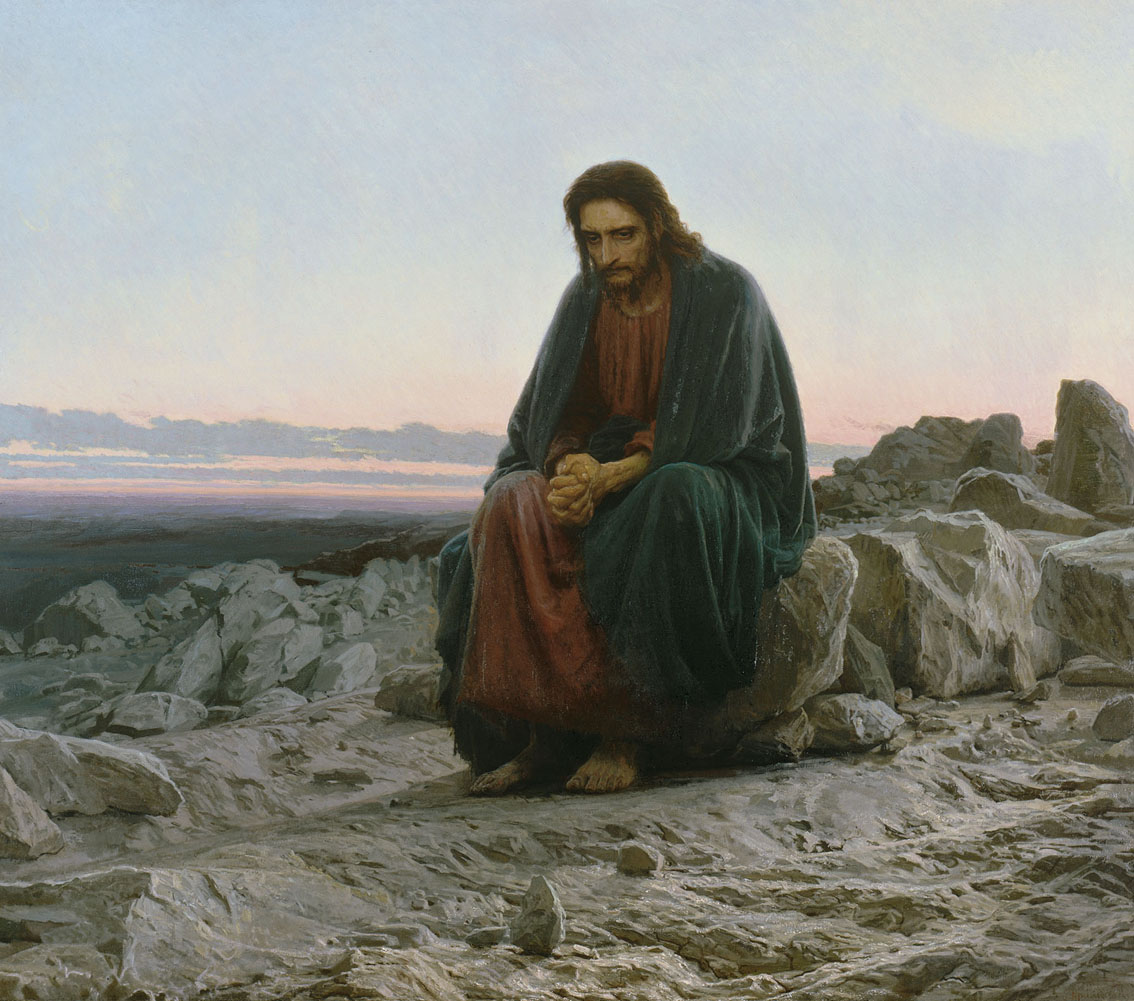
«Христос у пустелі»
(Крамской І. Н., 1872 рік)

Коли Ісус Христос досяг приблизно 30-річного віку, він прийняв хрещення Іваном Хрестителем у річці Йордан. Коли Іван підійшов до води, всіх вразили дивні його слова, звернені до Галілеянина: «Я повинен хреститися від Тебе і чи Тобі йти до мене?». Відповідь Ісуса була така: «Допусти це тепер, бо так годиться нам виповнити усю правду.» (Мт. 3:15), Огієнко. Проте ці слова були не зрозумілі оточенню, але для Івана мали певний зміст і переконали його охрестити. Ісус Христос прийняв хрещення та вийшов на берег, а з небес почувся голос Бога-Отця, який назвав Ісуса своїм Сином. І на нього зійшов Святий Дух в образі голуба. Після хрещення, синоптичні Євангелія описують спокуси Христа, коли Ісус чинить опір спокусам від диявола під час посту протягом сорока днів і ночей у пустелі юдейській. Євангелісти Марко та Лука у своїх Євангеліях ставлять акцент, що зразу після хрещення Ісус Христос, ведений Духом, пішов у пустелю, щоб на самоті, молитві і пості підготуватися до виконання місії, з якою прийшов на землю.

#### Служіння, учні,зцілення, воскресіння та інші чудеса,Нагірна Проповідь
З цього часу почалося Його прилюдне служіння. На цей період непрямо вказує євангеліст Лука: «У п'ятнадцятий рік панування Тиверія кесаря, коли Понтій Пилат панував над Юдеєю…» (Лк. 3:1-2), згадуючи про початок служіння Івана Хрестителя. Тобто Іван Хреститель почав свою діяльність у проміжку між 1 жовтня 27 року по 18 серпня 29 року, враховуючи те, що Тиверій два останніх роки життя Августа був співправителем імперії. На початку діяльності Івана, Ісус прийняв водне хрещення від нього і «мав років із тридцять» (Лк. 3:23) та оселився в Капернаумі на березі Генісаретського озера, що у північній частині сучасної держави Ізраїль. Відбув 40 днів у пості в пустелі, де був спокушуваний від диявола, але устояв. Зібрав 12 апостолів (Симон Петро і його брат Андрій, Яків Зеведеїв та його брат Іван, Пилип і Варфоломій, Хома й митник Матвій, Яків Алфеїв, Тадей, Симон Кананіт, та Юда Іскаріот, який і зрадив Його і котрого замінив Маттій). В Об'явленні Івана говориться, що 12 учнів Христа судитимуть 12 племен Ізраїля. Ці ж 12 апостолів розповсюдили Благу вість про Христа по землі (один з них Андрій проповідував у Скіфії (теренах України). Ісус Христос учив народ, преобразився на горі Табор, зціляв хворих, виганяв бісів, воскресив Лазаря.

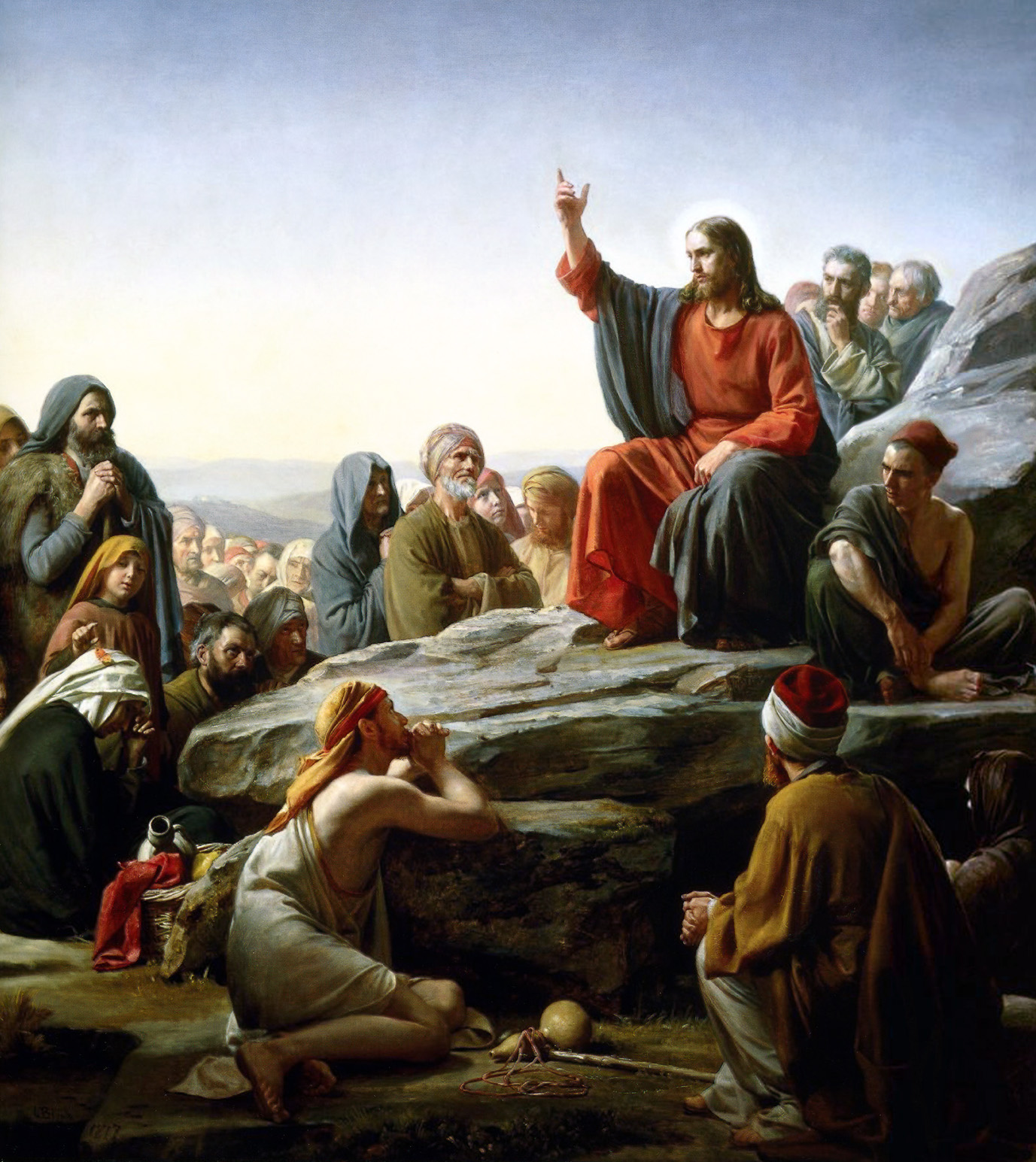
Нагірна Проповідь Христа, Карл Гайнріх Блох, 19-те ст.

Нагірна Проповідь Ісуса Христа заклала основи християнського вчення з його двома найважливішими заповідями: любові Бога — і любові ближнього як самого себе. У Нагірній Проповіді Ісус закликав до прощення і любові ворогів: 

| Ви чули, що сказано: Люби свого ближнього, і ненавидь свого ворога. А Я вам кажу: Любіть ворогів своїх, благословляйте тих, хто вас проклинає, творіть добро тим, хто ненавидить вас, і моліться за тих, хто вас переслідує.(Мт. 5:43-44, Огієнко) |
| |

, . У Нагірній Проповіді Ісус теж промовив знамениті 9 Блаженств. (Мт. 5:1-12) Він також застерігав проти всякої зажерливості та лицемірства.
Перед смертю Ісус Христос заповів своєму учневі Петру, що на ньому збудує Церкву й ворота пекельні її не подолають (Мт. 16:13-20), а також ствердив: «Небо і земля минуться, а слова мої не минуться» (Мт. 24:35).
Нову заповідь Я вам даю: Любіть один одного! Як Я вас полюбив, так любіть один одного й ви!

#### Самопожертва та розп'яття Христа
Коли Ісус Христос воскресив Лазаря, юдейська влада вже серйозно сприйняла це повідомлення свідків чуда. Стривожені фарисеї звернулись до старших священників, що мали вирішити цю справу. Було зібрано раду, на якій були присутні численні члени синедріону та первосвященник Каяфа. Рішення цього збору було за думкою Каяфи: «…щоб один чоловік прийняв смерть за людей, аніж щоб увесь народ мав загинути!» (Ів. 11:50). Хоча тут Каяфа не назвав нікого на ім'я, зрозуміло що «один чоловік» — то був Ісус Христос. Кажучи це, Каяфа говорив як політик на користь своєї партії та на користь фарисеїв. Але євангеліст бачить у його словах і куди вище значення і висловлює його словами: «Сказав же він так не від себе самого, але, бувши первосвященником, того року пророкував, що Ісус мав умерти за народ; і не тільки за народ, але й за те, щоб зібрати в одне розкидані діти Божі.» (Ів. 11:51-52). Відчуваючи загрозу своєму становищу та ставленню до них римської влади, старші священники хотіли вбити Ісуса, проте не знаходили в ньому вини. «Тоді первосвященники, і книжники, і старші народу зібралися в домі первосвященника, званого Каяфою, і радилися, щоб підступом взяти Ісуса й забити. І вони говорили: Та не в свято, щоб бува колотнеча в народі не сталась.» (Мт. 26:3-5). Один з його учнів Юда Іскаріот за 30 срібняків зрадив та видав його (деякі течії вважають, що він носив при Христі касу й крав з неї. Свій гріх Юда не сповідав, тому мав доступ сатани й загинув — гріх його не простився).

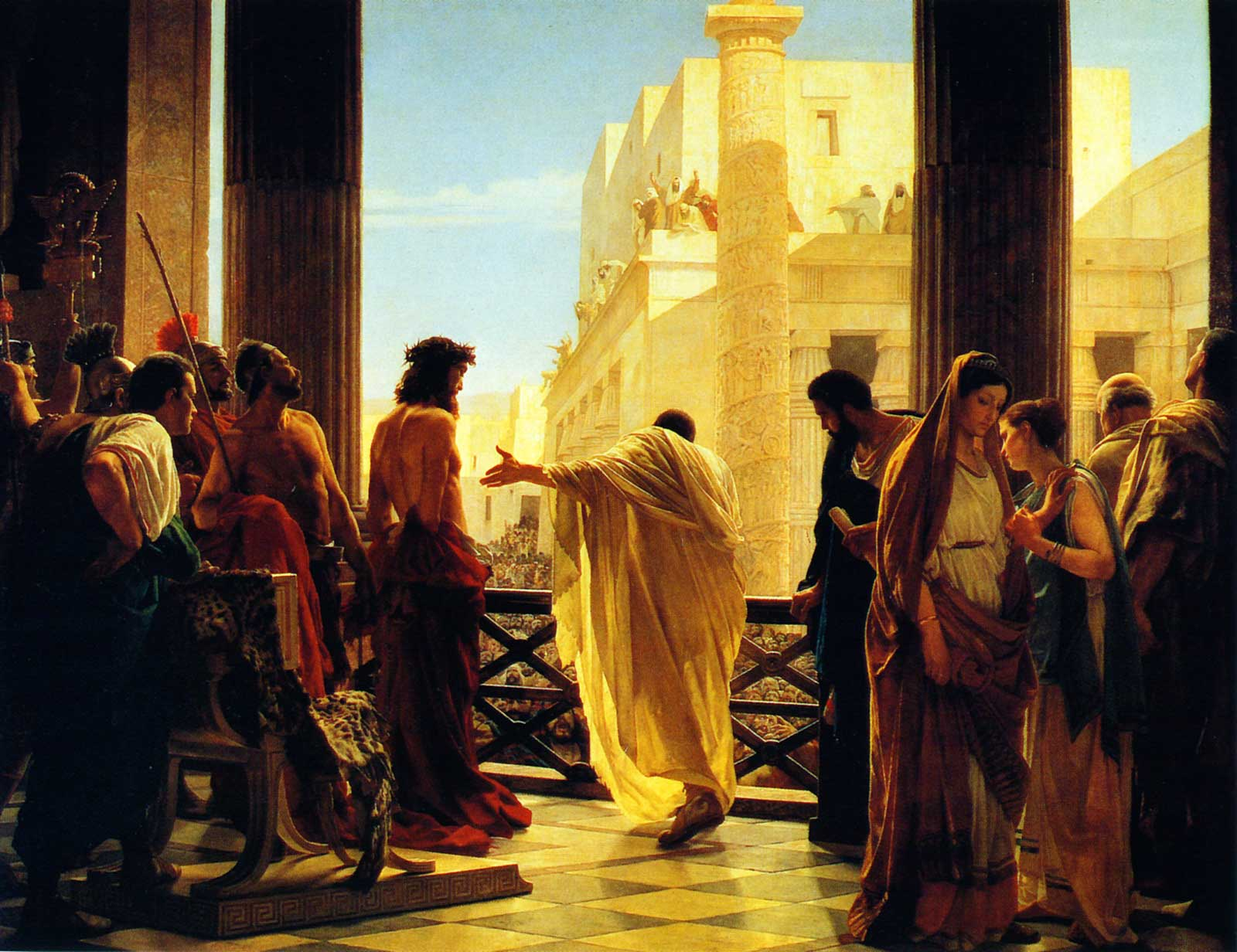
Понтій Пілат та полонений Ісус перед юрбою євреїв (Чізері Антоніо (Ecce homo (19. ст.)).)

Ісуса схопили та на синедріоні засудили до смертної кари. Проте присуд синедріону не міг бути виконаний без затвердження римського намісника, Понтія Пілата. Той не знайшов в Ісусі жодної провини, але коли народ, підбурений релігійними провідниками, зажадав його страти, Пілат, боячися бунту, наказав бичувати Ісуса. Після бичування він вивів Ісуса до натовпу й сказав: «Ось чоловік» — закликаючи цим роздумувати обвинувачувачів, чи ще далі нападати на людину в такому стані. Проте старші священники шантажували його можливим доносом у Рим і відкликанням з посади:
Та вони закричали: Геть, геть із Ним! Розіпни Його! Пилат каже до них: Царя вашого маю розп'ясти? Первосвященники відповіли: Ми не маєм царя, окрім кесаря! Ось тоді він їм видав Його, щоб розп'ясти… І взяли Ісуса й повели… Ів. 19:15-16, Огієнко

Тоді Пілат віддав Ісуса на розп'яття. Його розіп'ято на горі Голгофі між двома розбійниками, під час правління римського імператора Тиберія (26 — 37 н. е.). Кості залишилися цілі, поховано його в гробі Йосипа Ариматейського. Смерть Ісуса Христа супроводжувалась надприродними ознаками, як пише Євангеліє: 

| А Ісус знову голосом гучним іскрикнув, і духа віддав… І ось завіса у храмі роздерлась надвоє від верху аж додолу, і земля потряслася, і зачали розпадатися скелі, і повідкривались гроби, і повставало багато тіл спочилих святих, а з гробів повиходивши, по Його воскресенні, до міста святого ввійшли, і багатьом із'явились. А сотник та ті, що Ісуса з ним стерегли, як землетруса побачили, і те, що там сталося, налякалися дуже й казали: Він був справді Син Божий! Мт. 27:50-54, Огієнко |
| |

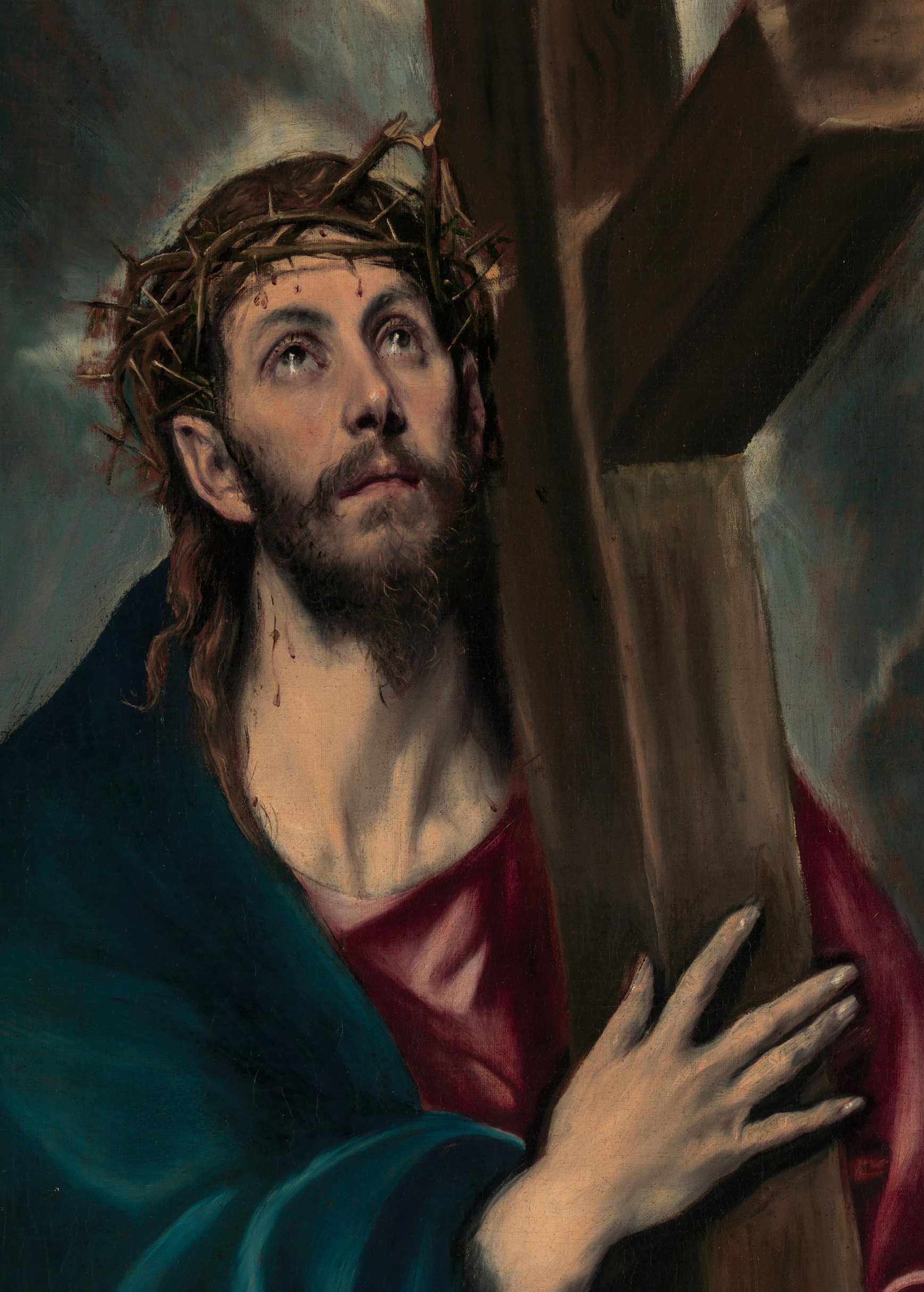
Ісус Христос несе Хреста, Ель Ґреко — Доменікос Теотокопулос, 16те ст.

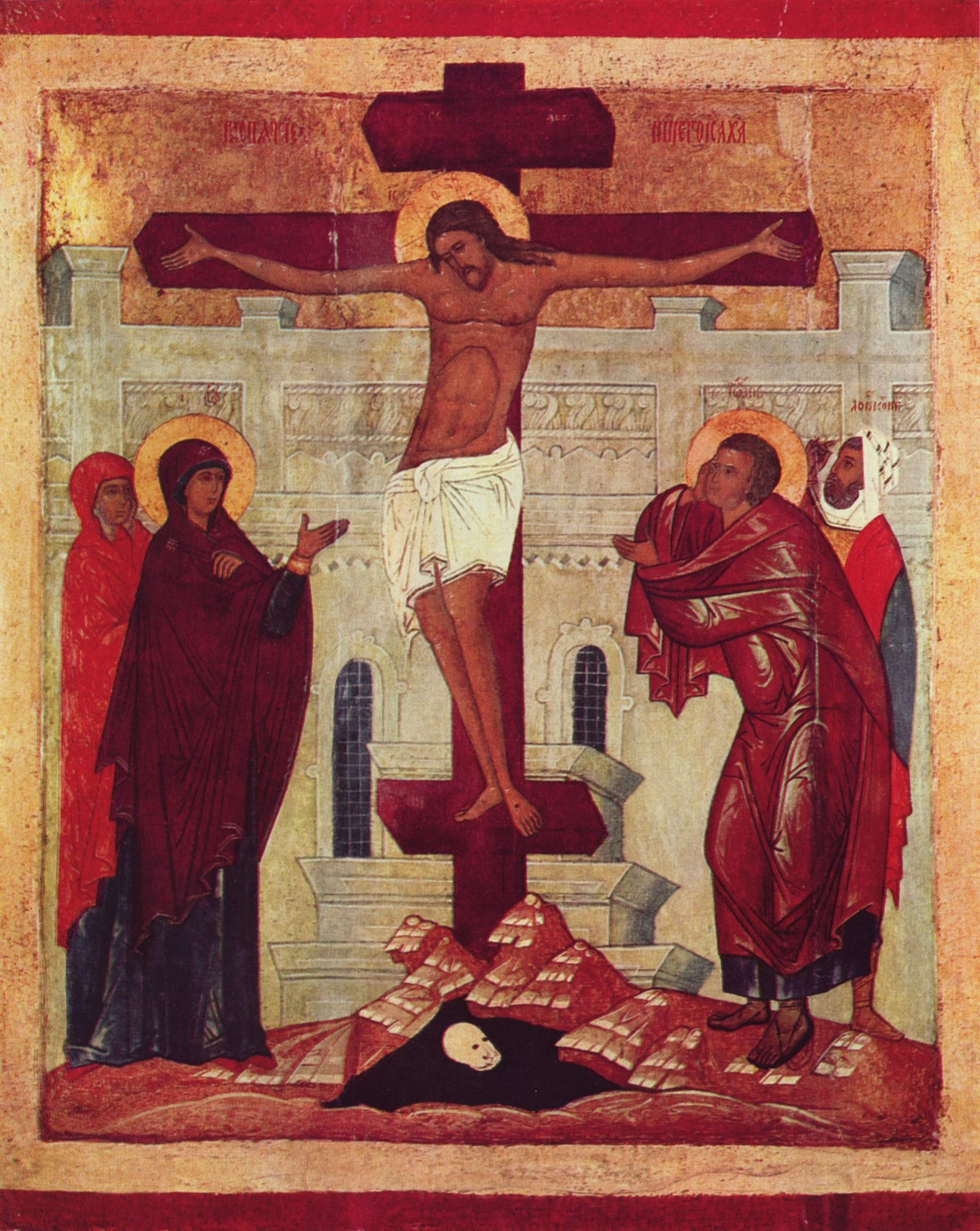
Спаситель страждає на хресті. Ікона новгородської школи, близько 1360 року

З точки зору християнського віровчення так само як старожитній Мойсей врятував євреїв з неволі єгипетської, так само Спаситель воскрес і показав людству шлях спасіння та врятував все людство з полону гріха. Саме на цьому заснована ідея святкування християнської новозавітної Пасхи (Великодня) відповідника Пасхи старозавітної.
Завдяки жертовній смерті Ісуса Христа кожна людина отримала можливість спасіння: вірою в те, що Син Божий Ісус Христос, як Святий Агнець, постраждав та помер за гріхи людські. До приходу Ісуса вибраним народом Божим був Ізраїль, — а самопожертва Христа відкрила двері спасіння й святості поганам. Саме тому розп'яття Христа вважається перемогою над владою гріха та Диявола, який через гріх мав владу над грішниками. Через святе таїнство сповіді та причастя, для очищення від гріха церква причащає вірних християн освяченими дарами — тілом та кров'ю Ісуса Христа під виглядом хліба й вина. Коли в старозавітні часи людина очищувалася від гріха принесенням жертви у храмі, то з приходом і розп'яттям Христа людина отримує виправдання й очищення від гріха вірою у викуплення кров'ю Христа.

#### Воскресіння та Вознесіння
Ісус Христос воскрес на третій день. Євангеліст Матвій описує це так: 

| Як минула ж субота, на світанку дня першого в тижні, прийшла Марія Магдалина та інша Марія побачити гріб. І великий ось ставсь землетрус, бо зійшов із неба Ангол Господній, і, приступивши, відвалив від гробу каменя, та й сів на ньому. Його ж постать була, як та блискавка, а шати його були білі, як сніг. І від страху перед ним затряслася сторожа, та й стала, як мертва. А янгол озвався й промовив жінкам: Не лякайтеся, бо я знаю, що Ісуса розп'ятого це ви шукаєте. Нема Його тут, бо воскрес, як сказав. Підійдіть, подивіться на місце, де знаходився Він. Ідіть же хутко, і скажіть Його учням, що воскрес Він із мертвих, і ото випереджує вас в Галілею, там Його ви побачите. Ось, вам я звістив! І пішли вони хутко від гробу, зо страхом і великою радістю, і побігли, щоб учнів Його сповістити. Аж ось перестрів їх Ісус і сказав: Радійте! Вони ж підійшли, обняли Його ноги і вклонились Йому до землі. Промовляє тоді їм Ісус: Не лякайтесь! Ідіть, повідомте братів Моїх, нехай вони йдуть у Галілею, там побачать Мене! (Мт. 28:1-10, Огієнко). |
| |

 По тому воскреслий Ісус явився учням у Галілеї й сказав їм: 

| Дана Мені всяка влада на небі й на землі. Тож ідіть, і навчіть всі народи, христячи їх в Ім'я Отця, і Сина, і Святого Духа. |
| |

 (Мт. 28:18-20, Огієнко) — велівши їм проповідувати його слово всьому світу. По 40 днях Ісус на очах учнів вознісся на небо, обіцяючи повернутися таким же способом.

Євангеліст Марко описує з'явлення Христа по воскресінні та його вознесіння ось як: 

| Нарешті, Він з'явився Одинадцятьом, як сиділи вони при столі, і докоряв їм за недовірство їхнє та твердосердя, що вони не йняли віри тим, хто воскреслого бачив Його. І казав Він до них: Ідіть по цілому світові, та всьому створінню Євангеліє проповідуйте! Хто увірує й охриститься, буде спасений, а хто не ввірує засуджений буде. А тих, хто ввірує, супроводити будуть ознаки такі: у Ім'я Моє демонів будуть вигонити, говоритимуть мовами новими, братимуть змій; а коли що смертодійне вип'ють, не буде їм шкодити; кластимуть руки на хворих, і добре їм буде! Господь же Ісус, по розмові із ними, вознісся на небо, і сів по Божій правиці. (Мр. 16:19-28). |
| |

Книга Дії Святих Апостолів говорить, що під час вознесіння Христа присутнім учням з'явились два мужі в білій одежі, без сумніву ангели: 

| І, прорікши оце, як дивились вони, Він угору возноситись став, а хмара забрала Його сперед їхніх очей… А коли вони пильно дивились на небо, як Він віддалявся, то два мужі у білій одежі ось стали при них, та й сказали: Галілейські мужі, чого стоїте й задивляєтесь на небо? Той Ісус, що вознісся на небо від вас, прийде так, як бачили ви, як ішов Він на небо! (Дії 1:9-11). |
| |

### Другий ПрихідтаДень Судний
Друге пришестя означає кінець світу — і буде для того, щоб забрати церкву й судити світ. Часу пришестя не знає ніхто, крім Бога-Отця (Мр. 13:32) 

| Про день же той, чи час, ніхто не знає, ні янголи небесні, ні Син, але тільки Отець. |
|                                                                                      |

 Про Його другий прихід пише Іван Богослов в Об'явленні: 

| Ото Він із хмарами йде, і побачить Його кожне око, і ті, що Його прокололи були, і всі племена землі будуть плакати за Ним. Так, амінь! Я Альфа й Омега, говорить Господь, Бог, Той, Хто є, і Хто був, і Хто має прийти, Вседержитель! |
| |

 (Об. 1:7-8) повторюючи в останньому розділі Об'явлення: 

| Ото, незабаром приходжу, і зо Мною заплата Моя, щоб кожному віддати згідно з ділами його. (Об. 22:12). |
| |

Щодо свого другого приходу та ознаки цього сам Ісус говорив таке: 

| А коли скажуть вам: Ось Він у пустині — не виходьте, Ось Він у криївках — не вірте! Бо як блискавка та вибігає зо сходу, і з'являється аж до заходу, так буде і прихід Сина Людського. Бо де труп, там зберуться орли. І зараз, по скорботі тих днів, сонце затьмиться, і місяць не дасть свого світла, і зорі попадають з неба, і сили небесні порушаться. І того часу на небі з'явиться знак Сина Людського, і тоді заголосять всі земні племена, і побачать вони Сина Людського, що йтиме на хмарах небесних із великою потугою й славою. І пошле Янголів Своїх Він із голосним сурмовим гуком, і зберуть Його вибраних від вітрів чотирьох, від кінців неба аж до кінців його. Від дерева ж фіґового навчіться прикладу: коли віття його вже розпукується, і кинеться листя, то ви знаєте, що близько вже літо. Так і ви: коли все це побачите, знайте, що близько, під дверима! (Мт. 24:26-33). |
| |

Ісус теж засвідчив, що наприкінці світу з'явиться багато фальшивих пророків, які намагатимуться звести при можливості навіть і вибраних. Апостол Павло, якому Христос явився дорогою в Дамаск і велів благовістити Його Євангеліє, настановляв солунян не жахатися передчасно, щоб не бути легко зведеним, бо перед приходом Христа з'явиться відступник — антихрист, що видаватиме себе за Бога: 

| Благаємо ж, браття, ми вас, щодо приходу Господа нашого Ісуса Христа й нашого згромадження до Нього, щоб ви не хвилювалися зараз умом та не жахались ані через духа, ані через слово, ані через листа, що він ніби від нас, ніби вже настав день Господній. Хай ніхто жадним способом вас не зведе! Бо той день не настане, аж перше прийде відступлення, і виявиться беззаконник, призначений на погибіль, що противиться та несеться над усе, зване Богом чи святощами, так що в Божому храмі він сяде, як Бог, і за Бога себе видаватиме. (2 Сол. 2:1-4). |
| |

## Раннє християнство
Після життя Ісуса всі його послідовники, як описано в перших розділах Діянь апостолів, були євреями або за походженням, або за наверненням, для позначення яких використовується біблійний термін «прозеліт», який історики називають «прозеліт». Єврейські християни. Рання євангельська звістка поширювалася усно, ймовірно, арамейською, але майже одразу також грецькою. Новозавітні Діяння Апостолів і Послання до Галатів свідчать, що перша християнська громада була зосереджена в Єрусалимі, а її лідерами були Петро, Яків, брат Ісуса, та Іван Апостол.
Після свого навернення апостол Павло поширив вчення Ісуса серед різних неєврейських громад у східному Середземноморському регіоні. Вплив Павла на християнське мислення вважається більш значним, ніж будь-який інший автор Нового Завіту. До кінця 1-го століття християнство почало визнаватися внутрішньо і ззовні як окрема релігія від юдаїзму, який сам був удосконалений і розвивався далі протягом століть після руйнування Другого Храму.
Численні цитати в Новому Завіті та інших християнських творах перших століть свідчать про те, що ранні християни зазвичай використовували і шанували єврейську Біблію (Танах) як релігійний текст, переважно в грецькому (Септуагінта) або арамейському (Таргум) перекладах.
Ранні християни написали багато релігійних творів, у тому числі тих, що входять до канону Нового Завіту. Канонічні тексти, які стали основними джерелами, використовуваними істориками, щоб спробувати зрозуміти історичного Ісуса та священні тексти в християнстві, були, ймовірно, написані між 50 і 120 роками нашої ери.

## Дві природи в іпостасіІсуса Христа
Святий Аттик, єпископ константинопольський, каже: «…Владика Христос прийняв народження по людинолюбству; бо народження по божественній гідності було раніше… Слово по людинолюбстві виснажується, будучи за своєю природою невичерпним; бо „Він умалив Самого Себе, прийнявши вигляд раба“ (Флп. 2, 7). Безтілесний для тебе втілюється; бо „Слово плоть стало“ (Ів. 1, 14). Невідчутний через безтілесну природу може пізнатися за допомогою дотику. Безначальний буває під тілесним початком; досконалий зростає; незмінний процвітає; багатий народжується в вертепі; той хто одягає небо хмарами одягається пеленами; цар покладається в яслах».
Юлій, єпископ Риму, каже: «Син Божий втілився від Діви Марії і вселився в людину і це проповідується ж на виконання віри; Він не діяв в людині, бо цей вислів має місце у відношенні до пророків і апостолів; Він є досконалий Бог у плоті і досконала людина в Дусі; не два сини — один Єдинородний Син, який сприйняв людину, а інший смертна людина, сприйнята Богом, але один, Єдинородний на небі, так і Єдинородний на землі, Бог».
Святий мученик Фелікс I, єпископ Рима, каже: «Що ж стосується до втілення Слова і віри, ми віруємо в Господа нашого Ісуса Христа, народженого від Марії Діви, (віруємо) що Він є вічний Син Божий і Слово, а не людина, сприйнята Богом, так щоб (людина) була інша від Нього; тому що не так сприйняв людину Син Божий, щоб бути іншим від неї (істотою), але будучи досконалим Богом, став також і досконалою людиною, втілившись від Діви».

### Божественність Ісуса Христа
У Біблії сказано шанувати Бога-Отця так само як і Сина: "Також шануйте і Сина, бо Бог бажає, щоб усі шанували і Сина, як шанують Отця. Хто не шанує Сина, той не шанує і Отця (Ін.5,23). (Про те, як треба шанувати Бога — Іс. 8,13). Приклад рівного шанування — рівне славослів'я: Синові — Петр.4,11; 5,11; Откр. 5,13; Отцеві — Рим.11,36; Гал.1,5; Євр.13,21; 1 Тим. 1:17.
Але у нас один Бог Отець, що з Нього походить усе, ми ж для Нього, і один Господь Ісус Христос, що все сталося Ним, і ми Ним (1 Кор. 8:6). (Еф. 4:5). Якщо найменування «один Бог» виключає Сина з Божества, то найменування Сина «Один Господь» виключає Отця з Господства, а «Господь» одне з імен Бога: Іс.42,8; Пс.82,19; 67,5; Ам.5,8; 9,6.
Творіння не може називатись істинним Богом: «Син Божий прийшов і дав нам світло і розум, щоб пізнати Істинного, і щоб бути в істинному Сині Його, Ісусі Христі. Він Бог істинний і вічне життя» (1 Ів. 5:20). (Граматичний аналог — Євр. 1,1-3).
«І беззаперечно — велика благочестя тайна: Бог явився у плоті» (1 Тим 3:16). Ніяке із творіння Божого не є народженим від Бога як Ісус: «Кому з Ангелів Він промовив: Ти Син Мій, Я нині породив Тебе?» (Євр.1,5). Син народжений: Пс.2,7; Дн. 13,33; Евр.5,5; Пртч.8,24; 25; 1 Ів. 5,1; Кол. 1,15.
«Він, бувши в Божій подобі, не вважав за захват бути Богові рівним, але Він умалив Самого Себе, прийнявши вигляд раба, ставши подібним до людини; і подобою ставши, як людина, Він упокорив Себе, бувши слухняний аж до смерти, і то смерти хресної… Тому й Бог повищив Його, та дав Йому Ім'я, що вище над кожне ім'я, щоб перед Ісусовим Ім'ям вклонялося кожне коліно небесних, і земних, і підземних, і щоб кожен язик визнавав: Ісус Христос то Господь, на славу Бога Отця!» (Флп. 2:6-11).
Божественна природа Ісуса Христа доводиться не тільки текстами священних книг Нового Завіту, але і богословськи. Господь Ісус є Спасителем світу. Він викупив рід людський від вічної смерті. Спасительний Подвиг не може зробити жодна людина, навіть пророк. Це доступно тільки Богу, що втілився. Думка ця була ключовою у святителя Афанасія Великого в боротьбі з псевдовченням аріан.

## Неканонічні Євангелія
До Нового Заповіту Біблії включено чотири канонічні Євангелія — від Матвія, від Марка, від Луки та від Івана. Тільки ці чотири Євангелія визнаються, як священне писання всіма основними християнськими конфесіями. Але відомо про кілька десятків неканонічних Євангелій так званих апокрифів, які подають своє описання життя і діянь Ісуса Христа.

## В інших релігіях

### Іслам
В Ісламі постать Ісуса Христа ототожнюється з одним з найбільших пророків на ім'я Іса ібн Маріам (араб. عيسى بن مريم‎), (расул, улу-л-азм) в перекладі з арабської Ісус син Марії, який був надісланий до народу Ізраїлю, щоб підтвердити істинність Таури (Тори), якому було послане нове писання Інджил (Євангеліє).

### Юдаїзм
Згідно з Євангелієм від Матвія:
І коли вийшов звідти, Ісус рушив до країв тирських і сидонських. І ось, жінка одна, ханаанеянка, що вийшла з тих самих країв, кричала Йому: Помилуй мене, Господе, сину Давидів! Доня моя жорстоко біснується. Але Він не відповідав їй жодним словом. І учні Його наблизилися й просили Його: Відпусти її, тому що волає за нами. А Він сказав їм у відповідь: Я посланий тільки до загиблих овець дому Ізраїлевого. А вона підійшла, вклонилася Йому і сказала: Господе, поможи мені! А Він сказав у відповідь: Не добре забрати хліб у дітей і кинути псам. Вона сказала: Так, Господе! Але навіть пси їдять крихти, котрі падають зі столу господарів їхніх. (Мт. 15:21-27)

Але з точки зору юдаїзму, особистість Ісуса (Єшуа) з Назарета не має ніякого релігійного значення і визнання його месіанської ролі і, відповідно, використання титулу «Христос» чи «Машиах» («Месія») щодо нього є абсолютно неприйнятно. В юдейських релігійних текстах I століття нашої ери немає згадки про особу, яку можна було б достовірно ототожнити з Ісусом Христом.. Згадки про Ісуса з Назарета можна знайти, починаючи з Середньовіччя. Так існує відомий твір Мішна Тора («Повторення Закону») створений у 1180, одним з найвидатніших юдейських філософів — Маймонідом, в якому зазначено:
І про Йешуа Ганоцрі (Ісус з Назарету), який уявляв, що він Машиах (Месія), і був страчений за вироком суду, як передбачив Даниїл: «І злочинні сини твого народу наважитися здійснити пророцтво і зазнають поразки»  — бо чи може бути більшою поразкою, ніж та, яку зазнав цей чоловік? Адже всі пророки говорили, що Машиах — рятівник Ізраїлю і Спаситель його, що він зміцнить народ у дотриманні заповідей. Цей же був причиною того, що сини Ізраїлю гинули від меча і залишок їх було розсіяно. (Мішна Тора, Закони про царів і війну, 11:4)

#### Ісус бен Пантира
У Єрусалимському Талмуді (Шаббат 14:4; Авода-Зара 2:2) згадується Ісус бен Пантира тобто Ісус сина Пантири, буквально фраза звучить: «… як учив Ісус син Пантири … », без будь-яких додаткових відомостей про нього. Римський філософ, критик Християнства Авл Корнелій Цельс в своїй праці «Правдиве слово» написаній в середині II століття ототожнює Ісуса Христа з Ісусом бен Пантира. За його версією Ісус Христос є позашлюбним сином римського солдата, з популярним у ті часи серед військовослужбовців ім'ям Пантира (варіанти написання латиницею: Panthyra, Panthera, Pandera).
У Середні Віки існували памфлети «Толедот Єшу», назва яких може бути перекладена, як «родовід Ісуса», однак треба зауважити, що ім'я «Ісус» передано в спотвореній формі Єшу ישו замість Єшуа ישוע.
Текст цих памфлетів приписує байстрюку Єшу, магічні здібності і ганебний кінець.
Іншим поясненням виникнення імені Ісус бен Пантира є дещо спотворена вимова слова Діва — Παρθένα (Parthéna) на діалекті грецької мови койне. Тобто Ісус бен Пантира можна перекласти як Ісус син Діви. На койне написані майже всі книги Нового Заповіту та проводилась проповідницька діяльність ранніх християн, в той самий час цей діалект відігрівав роль мови міжетнічного спілкування у Східному Середземномор'ї. Це пояснення свідчить, що Юдаїзм не мав точних відомостей про Ісуса Христа, а взяв їх, від християн.

#### Месіанський Юдаїзм
Існує течія Месіанський юдаїзм послідовники, якої сповідують Юдаїзм, але вважають Ісуса з Назарета правдивим Месією єврейського народу. Месіанський юдаїзм часто плутають з місією Євреї за Ісуса, яка не є окремою релігійною течією, а є лише об'єднанням людей етнічного єврейського походження, які добровільно прийняли Християнство.

### Бахаїзм
У Бахаїзмі (релігія, заснована Багауллою в Персії в XIX столітті, яка на початку XXI століття налічує близько шести мільйонів прихильників) Ісуса Христа, шанують, як одного із головних пророків Бога. Крім Ісуса Христа головними пророками Бахаїзму є Крішна, Авраам, Мойсей, Заратуштра, Будда Шак'ямуні, Мухаммед, Баб і Багаулла.

## Історичні свідоцтва

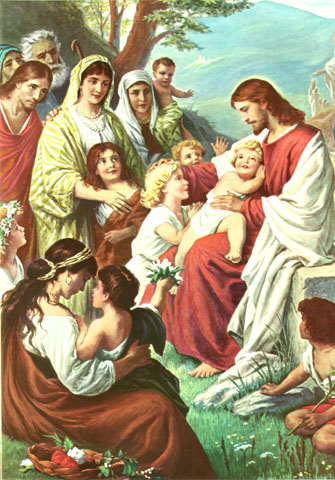
Бернард Плокгорст (1825—1907, Берлін). Ісус та діти

### Талл Самарянин
Перший автор не єврей, який згадує у своїй праці про події, пов'язані з Христом, є Талл Самарянин (52 р.). «Історія» Талла не збереглася до сьогодні, однак окремі її фрагменти цитувалися Юлієм Африканом (220 р.). «Весь світ огорнула жахлива темрява, і скелі тріснули від землетрусу, і багато місць в Юдеї й інших районах були зруйновані». У третьому томі своєї «Історії» Талл пояснює цю темряву затемненням сонця, що є безпідставним (сонячне затемнення не могло статись у час повного місяця, а Христос був розіп'ятий у час пасхального повного місяця). Більшість сучасних вчених вважає згадку про темряву літературним засобом, а не історичною подією.

### Флегон
Продовжуючи тему сонячного затемнення та землетрусу, якими, за євангельськими свідченнями, супроводжувалося розп'яття Ісуса Христа Юлій Африкан цитує історика І ст. Флегона: «в час правління імператора Тиберія сонячне затемнення збіглося з повним місяцем». А, як відомо у православній традиції «Пасха» — «Воскресіння Христове» святкується в першу неділю після весняного рівнодення і повного місяця.

### Мара Бен Серапіон
Велику цікавість викликає лист із полону сирійського історика-філософа Мара бен Серапіона. Достовірність цього документа сьогодні не викликає сумнівів, а його походження датується істориками кінцем І — початком ІІ ст. Розмірковуючи про складність людського життя Мара бен Серапіон у листі до свого сина називає страчених «великих людей» одноплемінниками і покарання за це злочинців:
«Скажи нам, наймудріший із людей: на що може покластись людина?
Що ж нам сказати, якщо мудреці піддаються насиллю тиранів?
Вони самі, просвітленні, терплять зневажливе ставлення і не можуть захистити себе.
Яку користь отримали афіняни від того, що стратили Сократа, — бо відплатою їм за це були голод і чума?
Або самосці — від того, що спалили Піфагора, адже в одну мить їх країна була заметена піском?
Або юдеї — від страти свого мудрого Царя, — адже з цього часу у них було відібране Царство?
Бог справедливо воздав за цих трьох мудреців: афіняни померли від мору, самосці були затоплені морем, юдеї розгромлені і вигнані зі свого царства і живуть у розсіянні. Сократ же не помер завдяки Платону, Піфагор — завдяки кумиру Гери, а мудрий Цар — завдяки мудрим законам, які він дав».
Цей документ було опубліковано 1855 року. Нині цей рукопис VI—VII ст. зберігається у в Британському музеї. З листа видно, що його автор не був християнином і не був знайомий з євангельським текстом. Лист Серапіона доводить, що вже через кількох десятиліттях після розп'яття Ісуса на Близькому Сході було відомо про якогось «царя євреїв» як нового законодавця, вбитого тими, хто мав бути його підданими. Говорячи про Царя і Його Закон, Мара бен Серапіон не міг мати на увазі нікого з Іродів, оскільки жоден із них не загинув від рук одноплемінників, і нікого з них не можна вважати мудрецем, подібним до Сократа чи Платона. Тому найімовірніше, що в даному випадку йдеться про «Царя Юдейського» — Ісуса із Назарета, який дав Новий Закон.

### Пліній Молодший
Хоч до наших днів не дійшли праці Плінія Старшого, проте збереглися листи його племінника Плінія Молодшого (61–113 рр.), в яких згадується про християн. З 111 по 113 роки Пліній Молодший — правитель Віфінії — (одна з провінцій Малої Азії) і за тодішніми законами він мав переслідувати християн. Доповідаючи імператорові Траяну, управитель описує релігійне становище своєї провінції повідомляє про санкції, які він застосовує до християн: «Я особисто ніколи не був присутнім на судових слуханнях у справі християн, тому не знаю, чим якою мірою їх потрібно карати або як проводити допит. Я дуже вагався, чи потрібно, виносячи вирок, зважати на вік, чи не вирізняти нічим „ніжний“ вік від людей дорослих, чи прощати тих, хто розкається, чи може людині, яка була християнином, розкаяння не йде на користь, і потрібно карати саме ім'я, навіть за відсутності складу злочину пов'язаного з їхнім іменем. Поки що із тими кого приводили до мене як християн, я дотримувався таких дій. Я запитував їх самих, чи вони християни; тих, хто зізнавався запитував удруге і втретє, погрожуючи їм стратою; тих, хто наполягав на своєму, велів вивести і стратити. Я не сумнівався, що хоч би яка була сутність їхнього зізнання, їх варто, звичайно, покарати за впертість і закостенілість. Були навіть такі безумці, яких я, як римських громадян, вирішив відправити до Риму. Незабаром, під час самого процесу слідства, як це зазвичай відбувається, злочинців виявлялося все більше й більше, і з'являлися, навіть, різні їх види. Мені було пред'явлено список, складений невідомим, в якому було багато імен. Тих, хто заперечував, що вони є християнами або були такими, я вирішив відпустити, коли вони вслід за мною закликали богів, звершили перед твоїм зображенням, яке я повелів принести із статуями богів, жертвоприношення ладаном і вином, крім того, хулили Христа — справжніх християн неможливо змусити до жодного із цих вчинків. Інші, вказані донощиком, сказали, що вони християни, а за тим відмовлялись від своїх слів, кажучи, що вони були християнами, але відпали, деякі за три роки, інші за багато років, деякі ж за двадцять років. Усі вони шанували і твоє зображення, і статуї богів, і лихословили Христа. Вони стверджували, що вся їх вина або помилка полягала у тому, що вони, зазвичай у визначені дні, збиралися до сходу сонця, і почергово оспівували Христа як Бога і клятвено зобов'язувалися не злочин звершувати, а утримуватися від крадіжок, грабунків, перелюбства, порушення клятви, відмови видати кимсь довірене. Після цього вони розходилися і знову приходили для споживання їжі, звичайної і невинної, але й це вони припинили робити після мого указу, яким я, за твоїм розпорядженням, заборонив таємні організації. Тим паче я вважав за необхідне під тортурами допитати двох рабинь, які називалися прислужницями, і не виявив нічого, крім безмірного, потворного марновірства, тому відклав розслідування і вдаюся до твоєї поради. Справа, по-моєму заслуговує обговорення, особливо зважаючи на кількість тих, над ким нависла ця загроза: безліч людей різного віку, та звання і різної статі ідуть і йтимуть на загибель. Зараза цього марновірства поширилася не лише по містах, а й по селах та маєтках але, здається, її можна зупинити і зарадити справі. Достовірно встановлено, що покинуті храми знову відвідуються, урочисті служби, давно покинуті, відновлено і корми для жертовних тварин, на який досі ледь-ледь знаходився покупець, тепер знову розпродуються. Із цього легко дійти висновку, що велике скопище людей можна виправити, якщо залишити місце для розкаяння».
З цього листа дізнаємося: на допитах дехто з переслідуваних зізнався, що зрікся Христа близько двадцяти років тому. З цього випливає, що вони стали християнами приблизно через п'ятдесят років після хресної страти Ісуса Христа. Описуючи молитви перших християн Пліній пише, що вони: «вночі співають гімни Христу, як Богу». В даному випадку йдеться не про поклоніння якомусь міфічному божеству, а про історичну особу, про яку Пліній говорить як про людину. Цінність даних слів полягає і в тому, що мовиться про віру самих християн. Вже у вісімдесятих роках християни поклонялися Ісусу з Назарета «як Богу». До наших днів дійшов і лист-відповідь Траяна, в якому імператор радить Плінію перевіряти доноси і помірковано вирішувати кожну справу, пов'язану з християнами.

### Йосип Флавій
Єврейський історик I століття Йосип Флавій пише коротко про Христа та Івана Хрестителя в книзі Юдейські старожитності (англ. Antiquities of the Jews) опублікованій близько 93 року. I це одне з найбільш ранніх історичних свідоцтв про Христа нехристиянським автором. У цій книзі Флавій детально описує зруйнування Єрусалимського Храму близько 70 р. н. е.., про що провіщав Христос 40 років до цього. Знаменита частина уривку з цієї книги — Testimonium flavianum у Флавія про Христа звучить так (Юдейські Старожитності, Книга XVIII.III.3):
| Тепер, у ці часи була розумна людина, Ісус, якщо це буде законно називати його людиною, бо Він був чинитилем чудних діл, учителем таких людей котрі слухають правду з задоволенням. Він повів за Собою як і багато євреїв, так і багато з поган. Він був Христом; і коли Пілат, за радою головних серед нас, засудив Його на хрест, ті що любили Його спочатку не залишили Його, бо Він з'явився їм знову живим на третій день, як святі пророки предвістили цю та тисячу інших чудних речей про Нього; і плем'я християн, названих так від Нього, не щезло понині. |
Цю відомість написано в 90-х рр. Проте, на думку деяких учених, цей фрагмент у тексті грецького рукопису є вставкою християнського переписувача, сфальсифікованого на межі III і IV століть. Цікаво відзначити, що Оріген, учитель церкви в III столітті, у дискусії з гностиком Цельсом також посилається на Флавія, на його згадку про Ісуса у Юдейських старожитностях. Однак, зважаючи на тему дискусії, стиль викладу Орігена та доцільність цитування твору Флавія, неможливо точно реконструювати за Орігеном сам Testimonium flavianum. Цю мету очевидно не ставив і сам Оріген. Тому існують різні думки з приводу історичності цієї частини уривку, у тому числі, що частину цього додатку було зроблено вже після смерті Орігена (а він помер у 254 році). Вперше саме про цю частину твору Флавія згадує церковний історик Євсевій Кесарійський у 320 році.
Справді, Йосиф Флавій, фарисей і правовірний послідовник юдаїзму, нащадок Маккавеїв, член відомого роду первосвященників, нібито повідомляє, що Ісус був Месією, боголюдиною, що, розп'ятий, він воскрес на третій день. Велика наївність переписувача, який вставив у текст уривок такого змісту, але ще більша й незрозуміліша наївність багатьох поколінь людей, які вірили йому. Тим більше, що, як підкреслює польський історик релігії професор Зигмунт Понятовський, ця розповідь, вкладена в уста єврея, «майже живцем запозичена з християнського символу віри». Вчені встановили навіть приблизний період, коли була зроблена перша вставка Testimonium flavianum у Юдейських старожитностях (Книга XVIII, 63-64), проте обходять стороною другу її частину, взяту у Флавія з Книги XX-9.1, яку процитував і доцільно використав Оріген у своєму творі «Проти Цельса». Такі ранньохристиянські автори, як Климент, Мінуцій, Тертулліан і Феофіл з Антіохії, які добре знали «Юдейські старожитності», жодним словом не згадують інформацію про Ісуса, хоча незгадування інформації не є вагомим аргументом «за» чи «проти». Отже, вважають, що перша вставка була сфабрикована яким-небудь переписувачем на межі III й IV століть. Ще в IX столітті в бібліотеці константинопольського патріарха Фотія зберігався примірник твору Флавія без цієї вставки.

### Тацит
Римський історик Тацит (55—120 рр.) у праці «Annales» (Роки), яка постала в період панування імператора Траяна (98-117), розповідає про пожежу Рима, яка сталася влітку 64 р.:
| Щоб знівелювати галасливі вісті, Нерон підсунув винуватих і на найвишуканіші кари віддав тих, яких, як зненавиджених через їхні злочини, натовп називає християнами. Творцем того імені (християнин) є Христос, який за панування Тиберія прокуратором Понтієм Пілатом був відданий на смерть. Придушений на той час згубний забобон вибухнув знову, і то не тільки в Юдеї, ключі цього зла є й у місті Римі, куди все, що ганебне й противне, прибуває й практикується. Отже, спочатку були схоплені ті, хто відкрито визнавав себе прихильниками цієї секти, а згодом, за їх вказівками,— і велика кількість інших, звинувачених не стільки у злочинному підпалі, скільки у ненависті до роду людського. Їхня страта супроводжувалася знущаннями, бо одягали їх у шкіри диких звірів, щоб їх на смерть розривали собаки, розпинали на хрестах, або приречених на смерть у вогні,— їх підпалювали з настанням темряви задля нічного освітлення. Для цього видовища Нерон надав свої сади; тоді ж він дав вистави у цирку, під час яких сидів серед натовпу, або в одязі візничого правував упряжкою, беручи участь у змаганні колісниць. І хоча на християнах лежала провина, і вони заслужили найсуворішої кари, все ж таки ці жорстокості викликали співчуття до них, бо, здавалося, що їх винищують не для суспільної користі, а внаслідок кровожерливості самого Нерона[70] |
Цей текст має особливе значення, коли йдеться про доведення історичності існування Ісуса. Він містить головні й точні дані, принаймні про смерть Ісуса. Тим самим є головним письмовим доказом про існування історичної постаті Назарянина Ісуса.
Про Ісуса Христа Публій Тацит згадує лише, що Його стратив Понтій Пілат за правління імператора Тиберія (14-37 рр.). Про християн ми дізнаємось від Тацита, що вони станом на 64 р. н.е численно розповсюдилися в Римі й називалися за іменем засновника Церкви. Все це цілковито узгоджується з християнськими свідченнями.

### Гай Светоній Транквілл
У той самий час, коли Тацит написав свої «Annales», тобто близько 120 року інший римський історик Гай Светоній Транквілл, який мало що знає про християнство, підтверджує, що за імператора Нерона «були засуджені на муки християни, рід людей нового і згубного вірування» (Nero 16). Коли ж говорить про попереднього імператора Клавдія, пише, що «цей прогнав з Риму юдеїв, які під впливом Христа спричинювали часті бунти» (Claudius, 25). Ця ж історична подія 49-50 років описана у Діях апостолів (Дії 18:2).
Згадки про Христа і християн у римських істориків Тацита (близько 55—120 років) і Светонія (70—160 роки), а також у римського письменника і державного діяча Плінія Молодшого (62—після 113 рр.) не можна приймати всерйоз як показання свідків, адже все це писалося лише в II столітті нашої ери. Такі згадки свідчать тільки про поширення християнства в Римській імперії, але нічим не підтверджують історичності особи Христа.
Сучасник Цельса — епікуреєць Лукіан, пишучи у 150 роках про Христа у праці «Прочанин», називає його софістом, магом, праводавцем християн. Згадує також про його розп'яття в Палестині.

### Публій Елій Адріан
За часів Публія Елія Адріана (117—138 рр.) християнство вже відігравало більш помітну роль у громадському й політичному житті імперії. Про це свідчить рескрипт, надісланий 125 року імператором проконсулові Азії Мінуцію Фундату. Цей документ зберігся завдяки Юстину Мученику, який наводить його у своїй «Апології». Йдеться в ньому про судовий процес проти християн, і Адріан радить Фундату не вірити доносам. А в другому листі консулові Сервіану, Адріан зазначає, що дехто з александрійців «обожнюють Христа». Цей лист цитується істориком Флегоном, посилання на якого з уривком листа збереглося в античному збірнику «Історія Августів».

### Светоній Транквіл
Не менш важливими є свідчення відомого римського історика Гая Світонія Транквіла (70-140 рр.), який описав «Життя дванадцяти цезарів».
В біографії імператора Клавдія (41—54 рр.) Светоній повідомляє, що: «юдеїв, постійно схвильованих через якогось Хреста, він вигнав із Риму». Про це згадується і в книзі Дії апостолів (18:1-2): «…після цього Павло, залишивши Афіни, прийшов до Коринфа і, знайшовши одного юдея, на ім'я Акила, родом із Понту, який недавно прийшов з Італії, і жінку його Прискиллу, — бо Клавдій звелів усім юдеям покинути Рим». Слід звернути увагу на саму назву засновника «нового суєвір'я». Светоній називає Його Хрестом (Chrestus), а послідовників хрестиянами (chrestianos). Це пов'язано із певними особливостями транскрипції латинської мови. Довший час римляни називали християн — хрестиянами.
Перелічуючи корисні, на його думку, справи Неронові, історик відносить сюди і гоніння на «хрестиян, людей, які сповідують, нове і шкідливе марновірство».

### Лукіан Самосатський
Відомий грецький сатирик Лукіан Самосатський (120—180 рр.) у властивій йому іронічній манері висміював християн, їхню віру і їхню мораль. Власне, висміював він не лише християн, а й усі знайомі йому на той час релігійні культи. Фрідріх Енгельс вважає його свідчення «найкращим історичним джерелом про ранніх християн», оскільки він «однаково скептично ставився до всіх видів релігійного марновірства, тому для нього не було ні язичницько-релігійних, ні політичних мотивів дивитися на християн інакше ніж на якусь іншу релігію»
У творі «Перегрин» Лукіан Самосатський, висміюючи наївність і легковірність християн, згадує й засновника їхньої релігії: «Найголовніший їх законодавець вселив у них думку, що всі вони будуть братами, як тільки перейдуть у його віру, тобто, відмовляться від грецьких богів і, поклоняться цьому розіп'ятому софісту, стануть жити точно за його приписами. Тому вони зневажають зовнішні блага і володіють ними спільно — вчення, яке вони прийняли на віру, без перевірки і доказів». Хоча Лукіан досить скептично ставиться до християн і їхньої віри, однак він дає нам відомості про те, якою саме була віра перших християн, згадує також і факт розп'яття Христа.

### Цельс
Не менш критичним щодо християн був і філософ Авл Корнелій Цельс II ст. Для висміювання і «напоумлення» християн Цельс написав цілий трактат «Істинне слово», який завдяки християнам і зберігся. Насміхаючись над християнами, Цельс писав: «Вони (християни — С.Ц) ставлять юдеям у провину те, що ті не вірують в Ісуса як у Бога». Відомий християнський мислитель Оріген, полемізуючи з Цельсом, великою мірою процитував його у своєму творі «Проти Цельса».
Критику Цельса можна назвати фундаментальною, оскільки автор у своєму творі зібрав усі можливі контраргументи проти християнства. Всі доводи були посортовано й класифіковано. В «Істинному слові» Цельс намагався показати неспроможність християнства, опираючись на філософію, релігію, тогочасну науку, правознавство і навіть ортодоксальний юдаїзм. Він зібрав практично всі чутки, які розповсюджувалися тоді про Христа і християн. Тому тим, хто береться до критики християнства слід зважати на критику Цельса. У своєму творі Цельс неодноразово висміює розп'яття Христа, його народження без «законного» батька, ствердження про його божественність тощо. Проте, сам не розуміючи цього, Цельс більше прислужився християнству, ніж йому нашкодив. У своєму пасквілі він постійно апелює до історичних фактів і, оперуючи всіма чутками і поголосками, жодного разу не згадує про те, що Ісуса Христа не існувало, висміюючи Христа як реальну історичну особу.

### Вавилонський талмуд
Крім Йосифа Флавія з юдейського середовища збереглися свідчення про Христа з Вавилонського талмуду — великого збірника юдейських уставів, законів, моральних приписів і легенд, складених протягом II—V ст. н.е. Свідчення про Христа, що містяться в Талмуді, вельми скупі й завуальовані, неодноразово говориться натяками не згадуючи Його імені. В Талмуді Ісус Христос називається «Назарянином» або «тим чоловіком», однак є й прямі вказівки. У Санхедрині — одному з трактатів Талмуду — говориться: «Напередодні Пасхи повісили Ісуса з Назарету. Протягом сорока днів глашатай ходив перед Ним, виголошуючи: „Він повинен бути побитий камінням тому, що займався чародійством, спокушав Ізраїль і підбурював його до повстання; хто має сказати що-небудь в його виправдання, нехай прийде і свідчить“. Але не знайшлося нікого, щоб Його виправдати, і його повісили напередодні Пасхи».
Є в Талмуді згадки про вчителя І ст. Єлеазара бен Гірканоса, якого звинувачували в симпатії до християнства. Він зізнався, що чув від якогось Якова з Секанії слова Ісуса, які йому сподобались: "Якось гуляв я по верхній вулиці Сапорії і зустрів одного з учнів Ісуса Назарянина, якого звали Яків із Кефар-Сеханії. Він сказав мені: «У вашому законі написано: „Не принось заробленого блудницею в дім Бога твого“ (Вт. 23;18). А можна використовувати ці гроші на відхоже місце для первосвященника?» Я не знав, що йому відповісти. Тоді він сказав мені: "Ось чого вчив мене Ісус Назореянин: «Із заробленого блудницею зібрала вона це і на плату блудниці вони це потратять, з нечистоти прийшло і в нечисте місце повернеться». Наводячи цю цитату у праці «Походження християнства», А. Робертсон зазначає: «Тут маємо свідчення, яке відноситься до І ст. Важко підшукати привід, який спонукав би того чи іншого єврея вигадати цю історію. А якщо ж так, то це доводить, що Ісус Назарянин, який виступав проти єврейського священства, жив у першому столітті, в роки, які майже збігаються з традиційно прийнятим датуванням».
Рабин Салман Цеві писав, що Ісус Назарянин народився у Вифлеємі Юдейському за царювання Ірода і був страчений в Єрусалимі при Понтійському Пілаті.
Відомий рабин Акиба бен Йосиф, страчений під час придушення повстання Бар Кохби (132 р.) також згадував про смертне покарання Ісуса з Назарета напередодні Пасхи.

## Скептицизм
Скептики поділяться на тих, хто взагалі не вірить в існування Ісуса Христа, позаяк релігійні книги для них не є авторитетом, а історичних свідоцтв дуже мало та існує велика ймовірність їх фальсифікації. Інші не заперечують існування Ісуса Христа, але не вірять в нього як Месію, Сина Божого або пророка.

### Позахристиянські філософські погляди на постать Христа
Усі погляди можна поділити на чотири групи:
- Ідеалістична гіпотеза. Її представники (особливо І. Ф. Штраус) уважали, що Євангелія описують у містичній формі діяння єдності між Богом і людьми, а не описують діяння історичної особи Назаретянина Ісуса.

- Синкретична гіпотеза. Найважливіший представник А. Древс твердить, що Ісус — не історична постать, а міф, аналогічний до божищ античних релігій. Натомість А. Дупонт-Зоммер стверджував, що євангелійний Ісус Назаретянин є дублікатом Учителя Справедливості з Кумрану.

- Символічна гіпотеза припускає, що Ісус є символом трансцендентальної дійсності, яка міститься в людській підсвідомості, а не історична постать. Представники: А. Немоєвський, П. Єнсен, В. Б. Сміт

- Соціальна гіпотеза знаходить обґрунтування в діалектичному матеріалізмі і твердить, що постання релігії обумовлюється не існуванням індивідуального Творця, а економічно-соціальною базою.

## Зовнішність Ісуса Христа
У Біблії немає згадок, як виглядав Ісус Христос. Приблизно його зовнішність можна уявити беручи до уваги його походження та соціальний статус сім'ї, де він виріс. Для більшості віруючих християн головним джерелом щодо зовнішності Ісуса Христа є Спас Нерукотворний. Інша християнська реліквія Туринська плащаниця не має однозначного ставлення до себе, як серед мирян, так і серед духівництва.
Прихильники негарного загального вигляду Ісуса підтримують ідею терплячого Месії, що бере свій початок від уривка з Книги пророка Ісаї: «Бо Він виріс перед Ним, мов галузка, і мов корінь з сухої землі, не мав Він принади й не мав пишноти; і ми Його бачили, та краси не було, щоб Його пожадати!» (Іс. 53:2).
Так святий Юстин Мученик каже, що Ісус був гидкий на вигляд, святий Климент з Александрії пише, що був негарний на лиці, на думку Тертуліана не був красивий і його тіло «не мало людської гідності». Оріген, що подає думку язичника Цельса, каже, що Ісус був низького зросту і некрасивий («Проти Цельса», VI, 75).
Численнішими є прихильники тілесної краси Ісуса: Григорій Ніський, Іван Золотоустий, Єронім Стридонський. Вони не беруть за підставу історичну дійсність, а лише ідейну і загалом з уривка з псалма: «Ти кращий від людських синів, в Твоїх устах розлита краса та добро, тому благословив Бог навіки Тебе» (Пс. 44:3).

### Традиції зображення в мистецтві

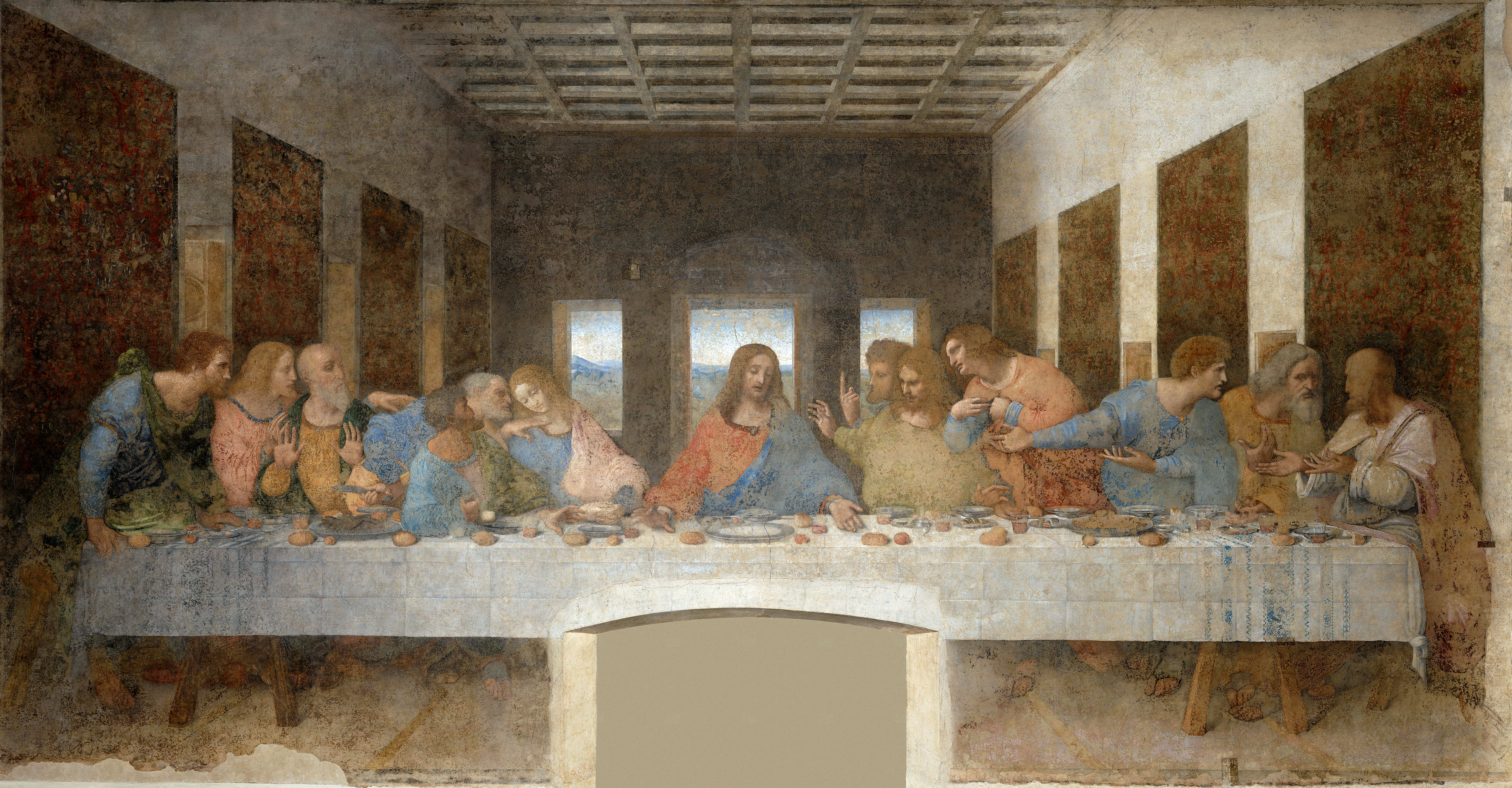
Тайна Вечеря, стінопис Леонардо да Вінчі

Найбільшими факторами, які впливають на зображення Ісуса в мистецьких творах, є традиційна культура країни, епоха створення твору та конфесійна належність автора.
У творах мистецтва до часів римського імператора Костянтина Великого (280 — 337 н. е.), Ісус часто зображався як молодий «Добрий Пастир» з кучерявим волоссям, яке було або довгим, або коротким. Але образ Доброго Пастиря можна віднайти у язичницькому грецькому архаїчному та єгипетському мистецтві. З часом язичницький вплив став ще виразнішим. Ісуса можна було легко ототожнити з відомими божествами середземноморського регіону, особливо з Геліосом (Аполлоном), богом Сонця, чий німб пізніше перейшов до Ісуса, а тоді до й до святих. У мавзолеї, під Собором святого Петра в Римі, Ісус зображений як Аполлон, що їде по небу на запряженій кіньми сонячній колісниці.
В одному документі XIII століття, який нібито є листом Публія Лентула до Римського сенату, дається опис зовнішності Ісуса. Там говориться, що він «мав волосся кольору неспілого лісового горіха (світло-русяве), що було гладким майже до рівня вух, а далі спадало трохи темнішими й блискучішими локонами нижче плечей; проділ посередині… носив недовгу роздвоєну бороду такого ж кольору, як і волосся… мав сірі… чисті очі».
Згодом цей недостовірний портрет вплинув на багатьох митців. «Кожна епоха створювала образ Христа, який їй був до вподоби». І це можна сказати не лише про кожну епоху, але й про різні раси та релігії. У творах релігійного мистецтва місіонерів Африки, Південної та Північної Америки й Азії зображується довговолосий Христос західного світу; але деколи йому надаються місцеві риси.
Протягом століть деякі видатні майстри, зокрема Мікеланджело, Рембрандт і Рубенс, приділяли надзвичайно велику увагу зовнішності Христа. Власне їхні роботи, які часто включали елементи символізму та містицизму, значно вплинули на те, як люди здебільшого уявляють собі Ісуса тепер.
Існують зображення Ісуса Христа в українському стилі.

### У кінематографі
- «Ісус Христос — суперзірка» (1973)
- «Ісус із Назарета» (мінісеріал, 1977)
- «День, коли помер Христос» (1980)
- «Пустеля» (1991)
- «Ісус. Бог і людина» (1999)
- «Юда»[en] (2004)
- «Страсті Христові» (2004)
- «Майстер і Маргарита» (2005)
- «Святе сімейство»[en] (2006)
- «Апостол Петро і Таємна Вечеря»[en] (2012)
- «Біблія» (2013)
- «Син Божий» (2014)
- «Обраний» (2020)

## Іконографія

### В геральдиці

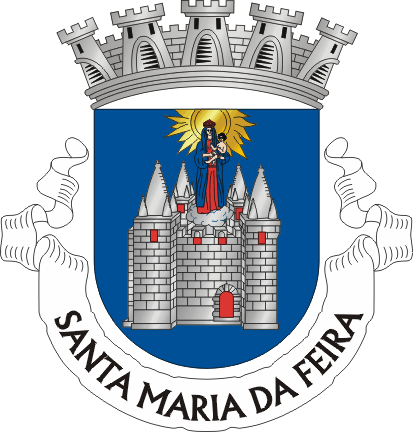
Санта-Марія-да-Фейра

## Цікаві події, пов'язані з Ісусом
- У 1494 році Ісуса Христа оголосили Королем Флоренції.
- У 2013 році юрист із Кенії Дола Індідіс звернувся в Міжнародний суд ООН у Гаазі з проханням розслідувати убивство Ісуса Христа.[86]
- У 2016 році Ісуса Христа оголосили Королем Польщі[87].